# 何文田駅
何文田駅（かぶんでんえき）は香港九龍九龍城区にある、MTRの観塘線と屯馬線の駅である。

## 概要
十二号山と採石山に挟まれた小高い丘陵地帯に中産階級の住宅街と進学校が立ち並ぶ何文田忠孝街地区に設置されている。
2010年11月に観塘線延伸事業が承認され設置されることとなった、事業内容は付随工事として、避難及び換気立坑、作業用立坑、連絡通路設置、既設油麻地駅の改造を含んでいる。2011年7月25日に着工、2016年8月には完成した駅が公開された。同年開業した観塘線延伸、および屯馬線の開業により香港屈指のターミナル駅となった。先行開業した観塘線延伸線は隣の終着駅黄埔が単式ホーム1線構造を起因とするダイヤ上の制約のため、ラッシュ時には半数の列車が当駅南側の黄埔寄りに設けられる引き上げ線で折り返す。

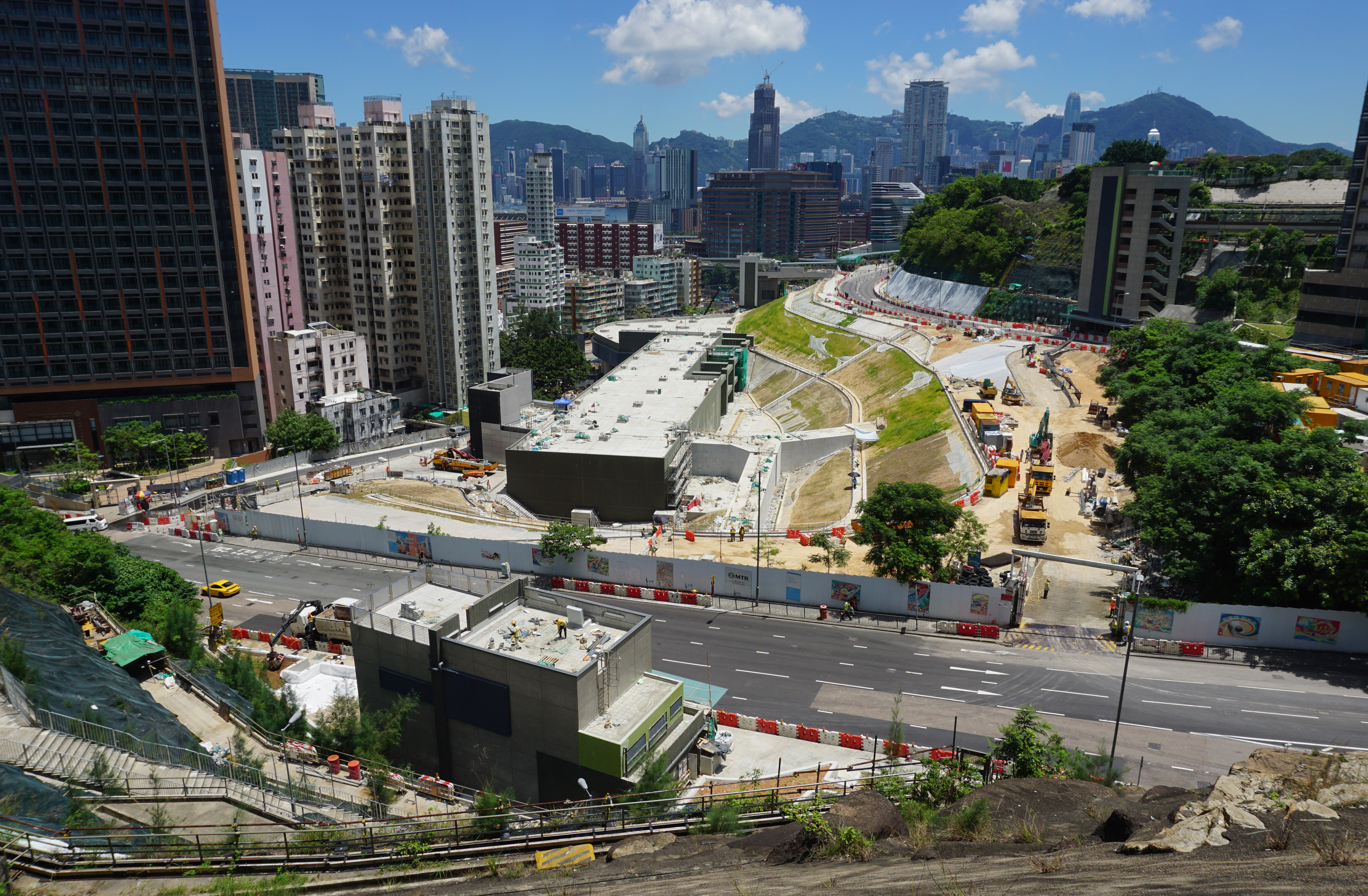
何文田駅予定地俯瞰

## 歴史
- 2011年
  - 5月 - 西松建設が当駅および前後トンネル区間の1001工区を受注[6]。
  - 7月25日 - 起工。
- 2014年
  - 6月12日 - 2015年の開業予定を延期[7]
  - 7月 - 軌道敷設開始[5]。
- 2015年6月6日 - 完工[8]。
- 2016年
  - 8月 - 油麻地で乗客を下車させた試運転列車が回送扱いで乗り入れ[9]（折り返しは黄埔で行った）。
  - 10月23日 - 観塘線延線開業[10]。
- 2021年
  - 6月27日 - 屯馬線（啓徳駅 - 紅磡駅間）の駅が開業[11]。

## 駅構造
観塘線延線は相対式ホーム2面2線で、屯馬線は島式ホーム1面2線の地下駅。周辺は高低差があるため、出入口も複数層に設置されており、構造物は上下8階層、70mに及ぶ。駅の総面積は56,600平方メートルで、構内にはエレベーターが11基、エスカレーターが21基が設置される。観塘線延線のホームは最下層、屯馬線は第3層にあり、間の乗換え階層を挟んで十字交差している。

### のりば
ホームにはフルスクリーンのホームドアが設置される。

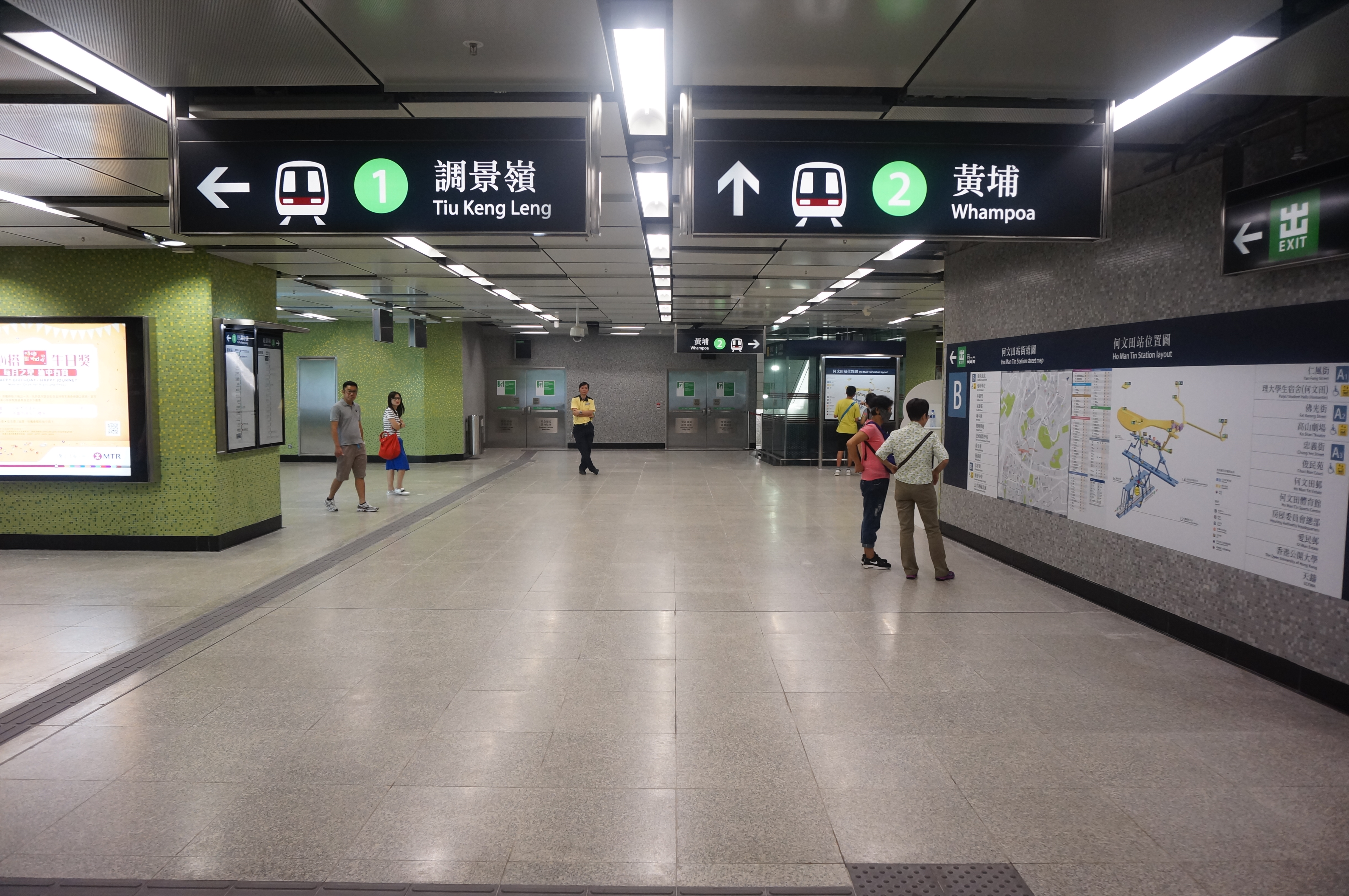
乗換通路
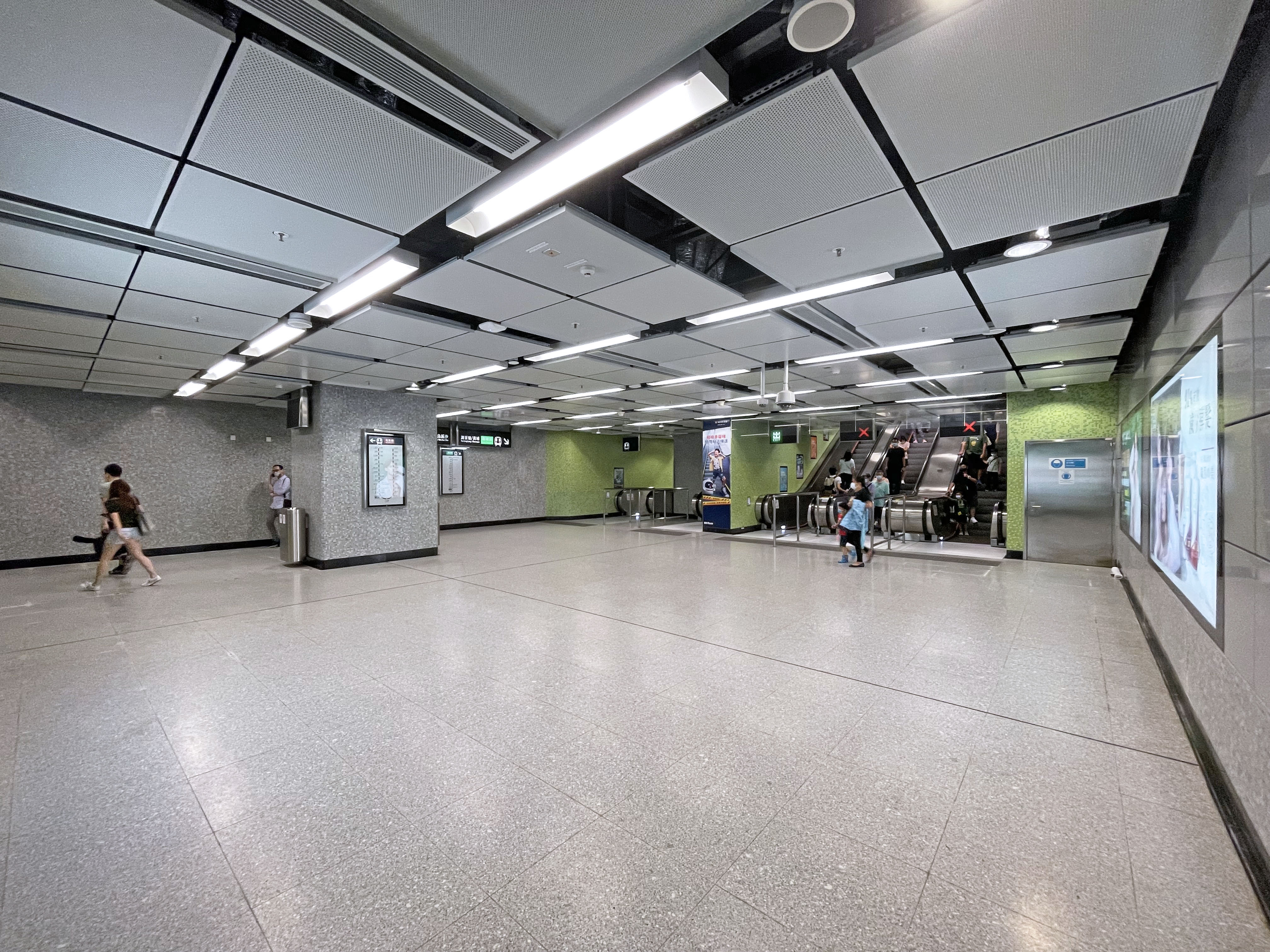
構内通路
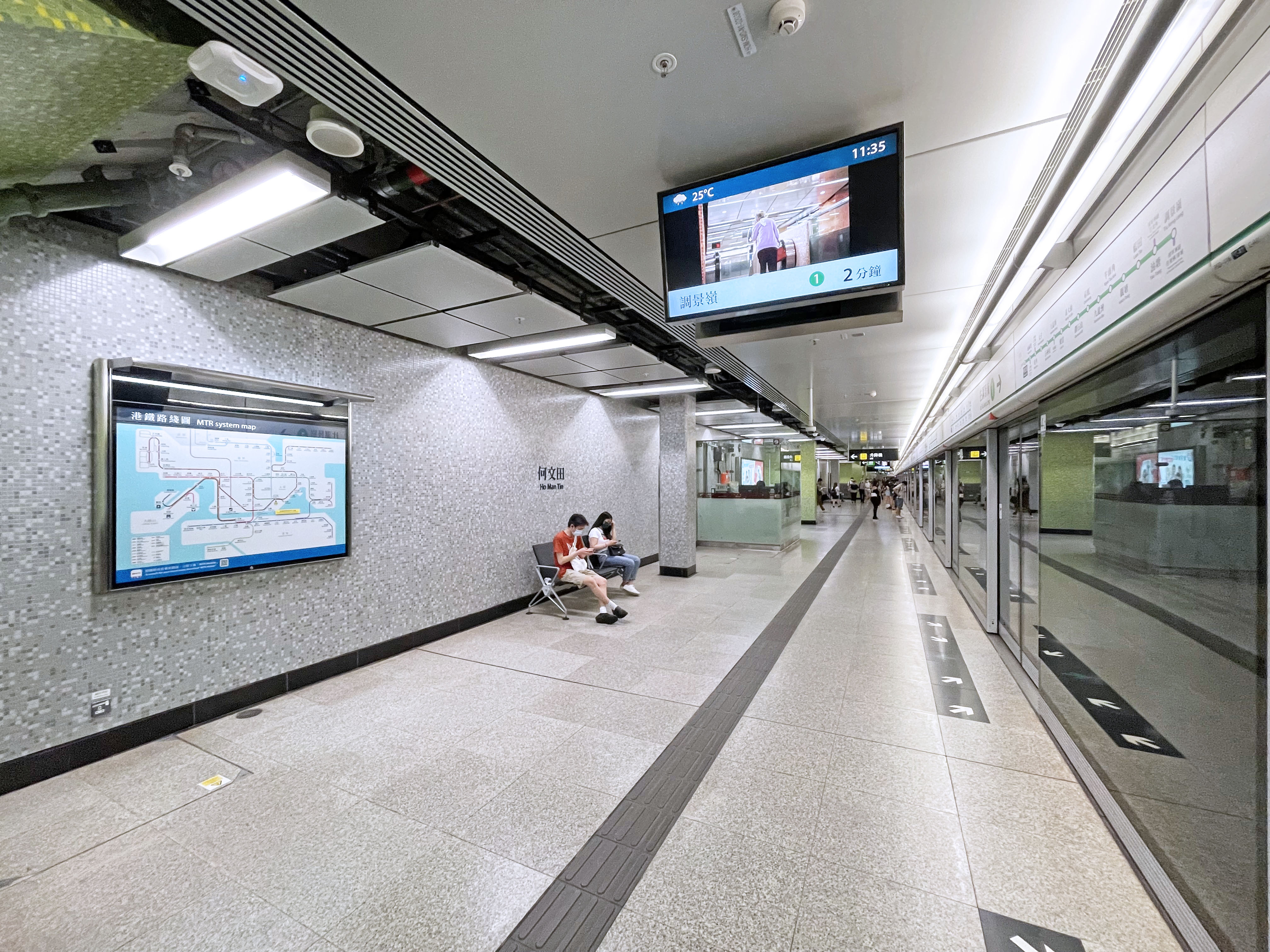
観塘線ホーム
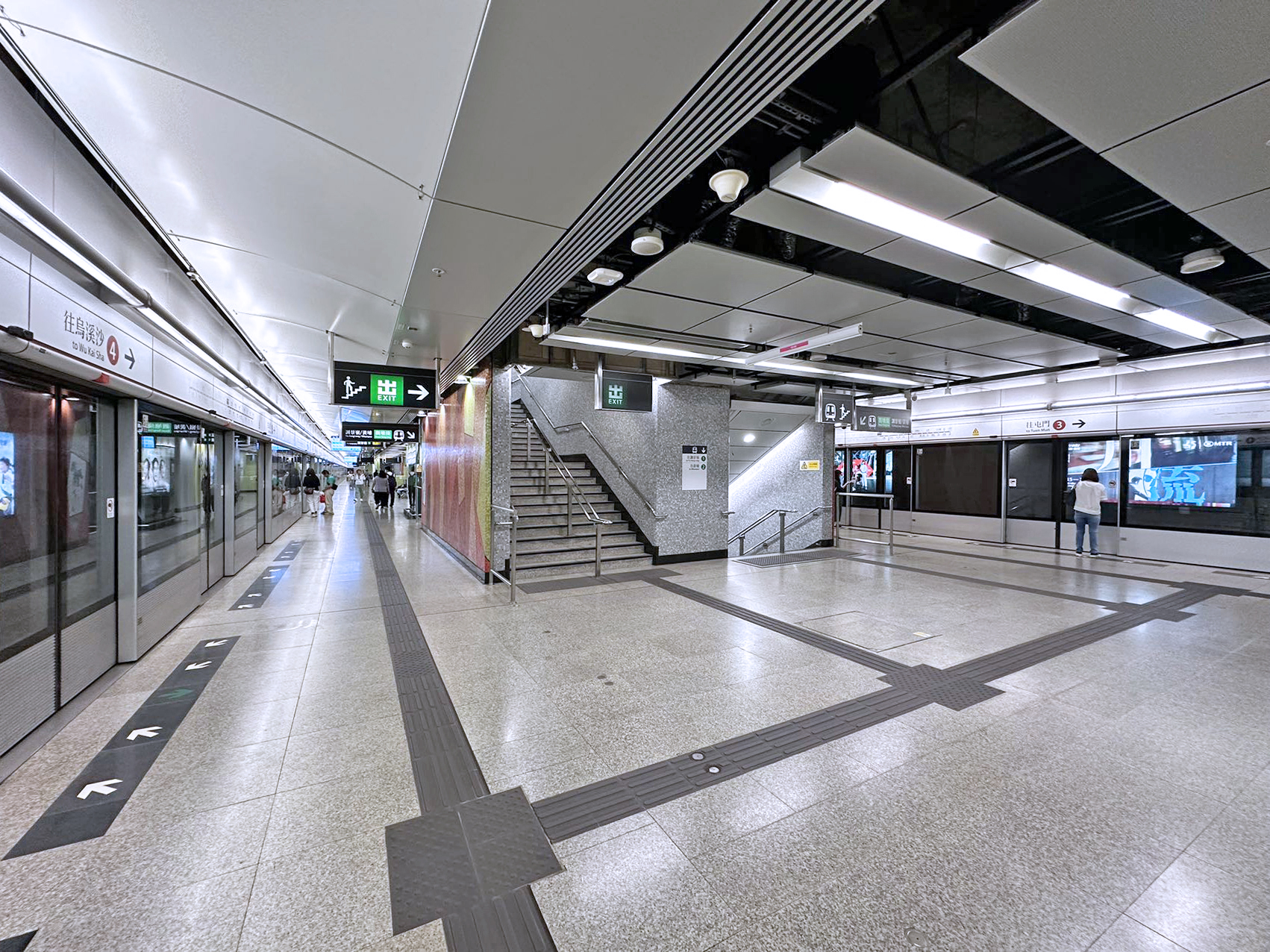
屯馬線ホーム

| U3 | 南出口通路   | 何文田バスターミナル                     |
| U2 | 北出口通路   | 忠孝街出口、仏光街出口                   |
| G  | 北出口通路   | 仁風街出口                               |
| L1 | 南出口通路   | 漆咸道北出口、忠孝街出口                 |
| L2 | コンコース   | 旅客案内所、売店                         |
| L3 | 構内通路     | 構内コンコースとホームの連絡通路、駅設備 |
| L4 | 屯馬線ホーム | ➍番線 ■屯馬線 烏渓沙方面→                |
| L4 | 屯馬線ホーム | 島式ホーム                               |
| L4 | 屯馬線ホーム | ➌番線 ←■屯馬線 屯門方面                  |
| L6 | 乗換通路     | 屯馬線ホームと観塘線ホームの連絡通路     |
| L7 | 観塘線ホーム | 相対式ホーム                             |
| L7 | 観塘線ホーム | ➊番線←■観塘線 調景嶺方面                 |
| L7 | 観塘線ホーム | ➋番線 ■観塘線 黄埔方面→                  |
| L7 | 観塘線ホーム | 相対式ホーム                             |

- 乗換通路
- 構内通路
- 観塘線ホーム
- 屯馬線ホーム

### 駅出入口
A3には何文田邨と愛民邨、B1には漆咸道北と蕪湖街一帯に繋がる屋根つきの連絡橋もそれぞれ併設される。
仏光街
- A1出口：仁風街（広東語版）、香港理工大学学生宿舎、仏光街花園
- A2出口：仏光街、東何文田一号休憩処（屋外休憩所）、高山道公園、高山劇場
- A3出口：忠義街、愛民邨（中国語版、広東語版）、愛民広場、何文田邨（中国語版、広東語版）、何文田広場（中国語版）、冠熹苑、冠暉苑、何文田公園（広東語版）、何文田体育館、香港房屋委員会社屋、香港都会大学
- A4出口：朗賢峯

漆咸道北（チャタムロード・ノース）
- B1出口：漆咸道北、仁風街、仁風街休憩花園、山谷道、蕪湖街、家維邨（中国語版、広東語版）
- B2出口：忠孝街、公共運輸交匯処（バスターミナル）

瑜一
- C出口：瑜一（中国語版）

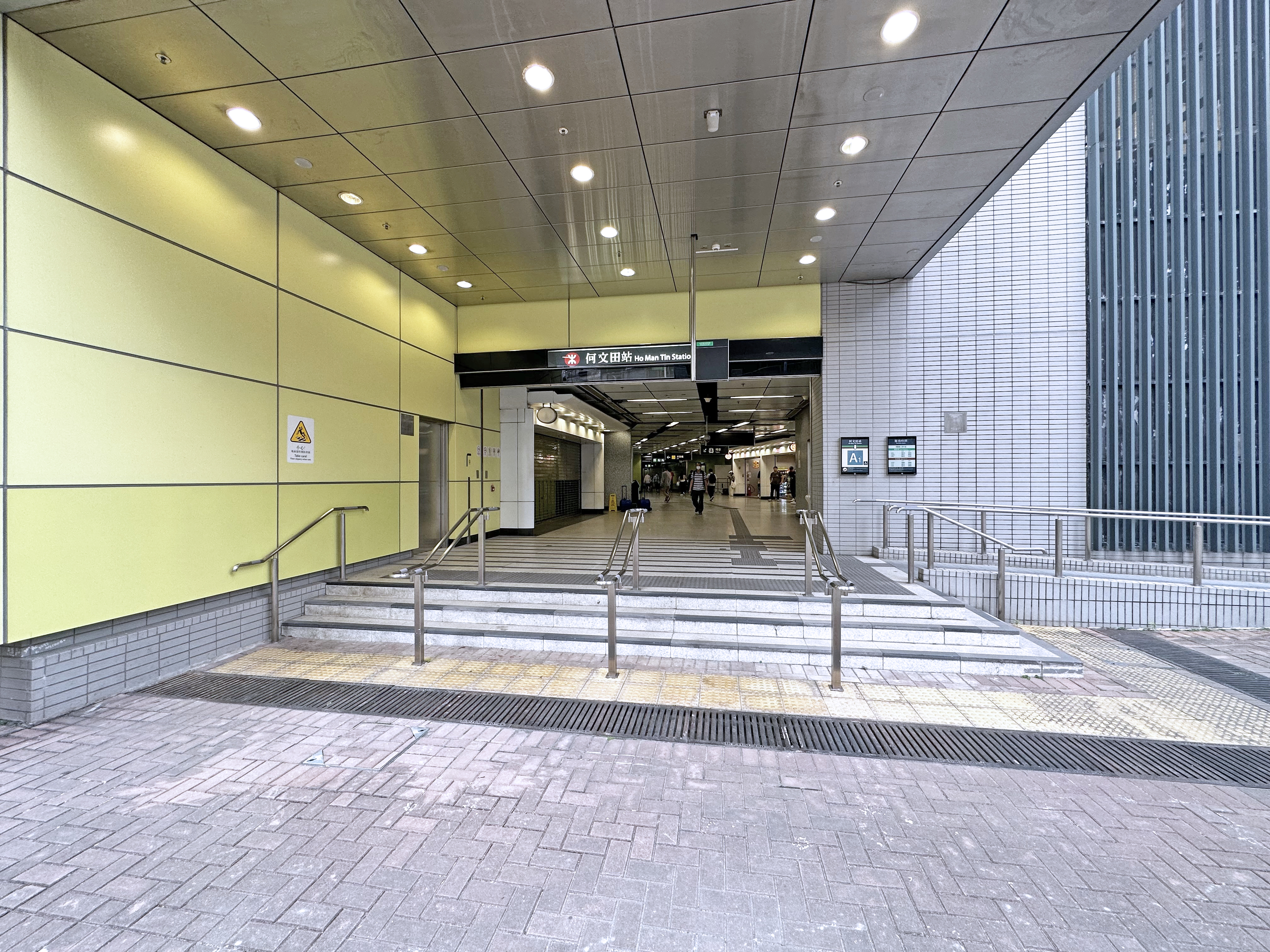
A1出入口
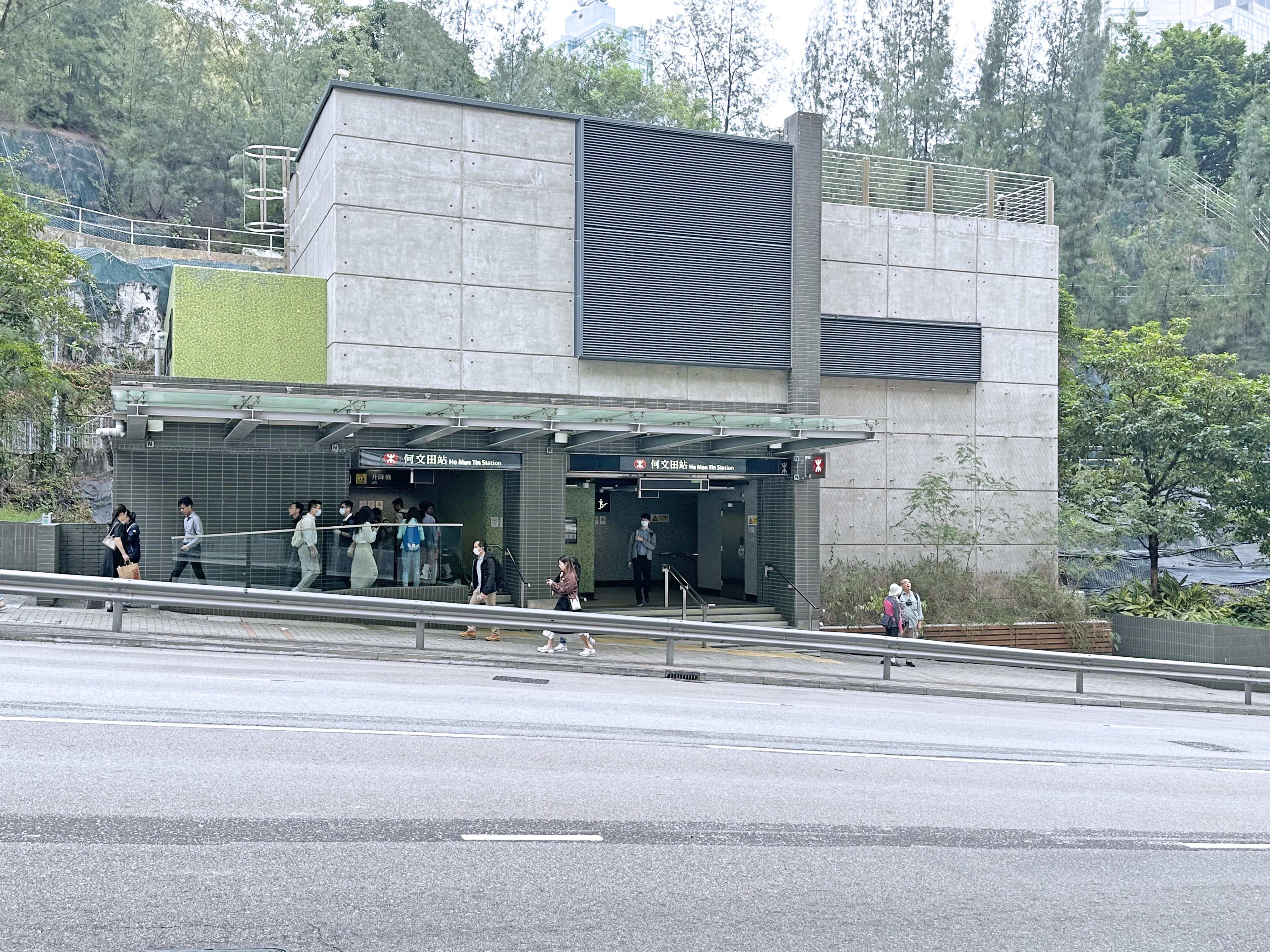
A2出入口
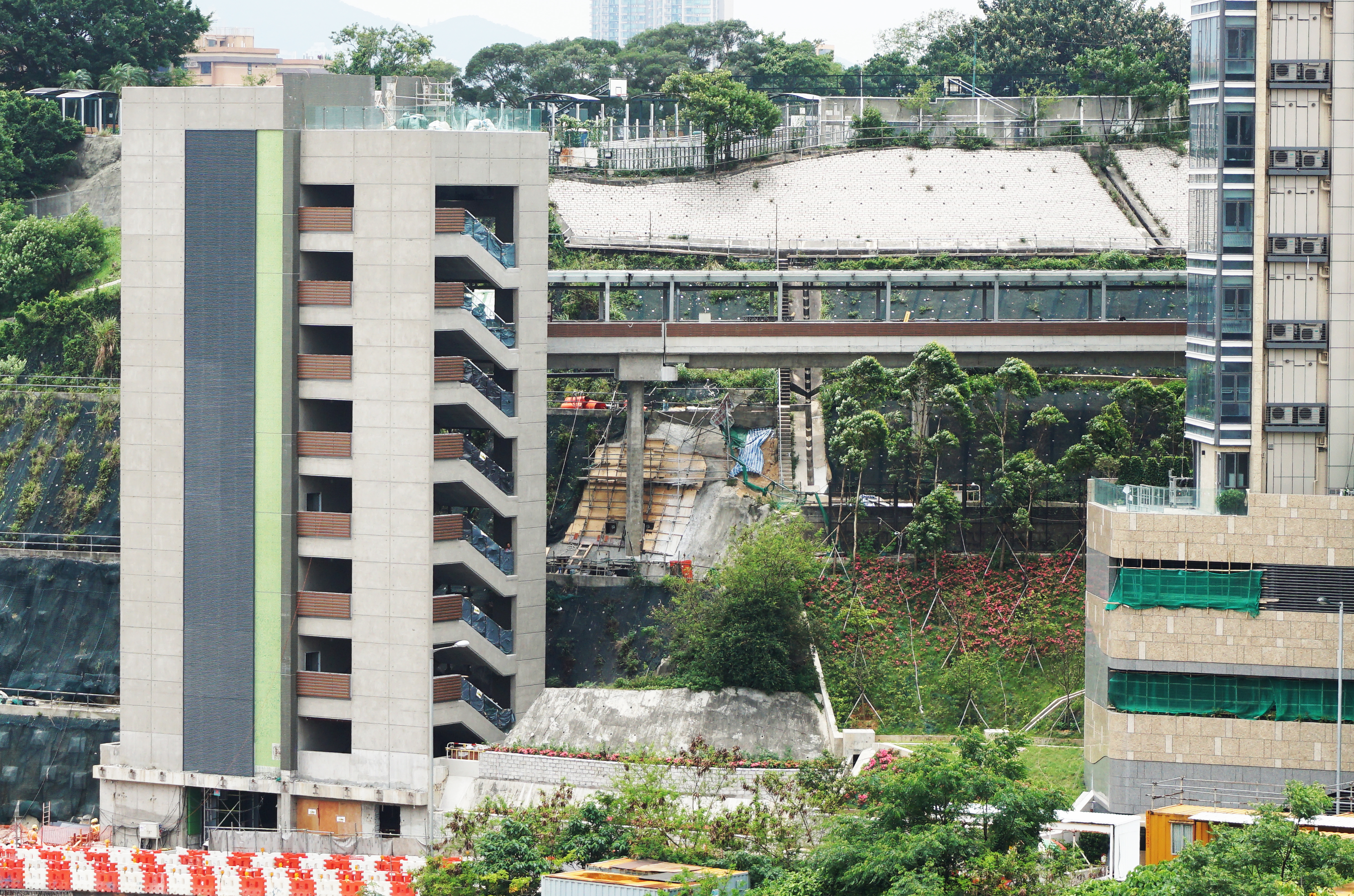
A3出入口
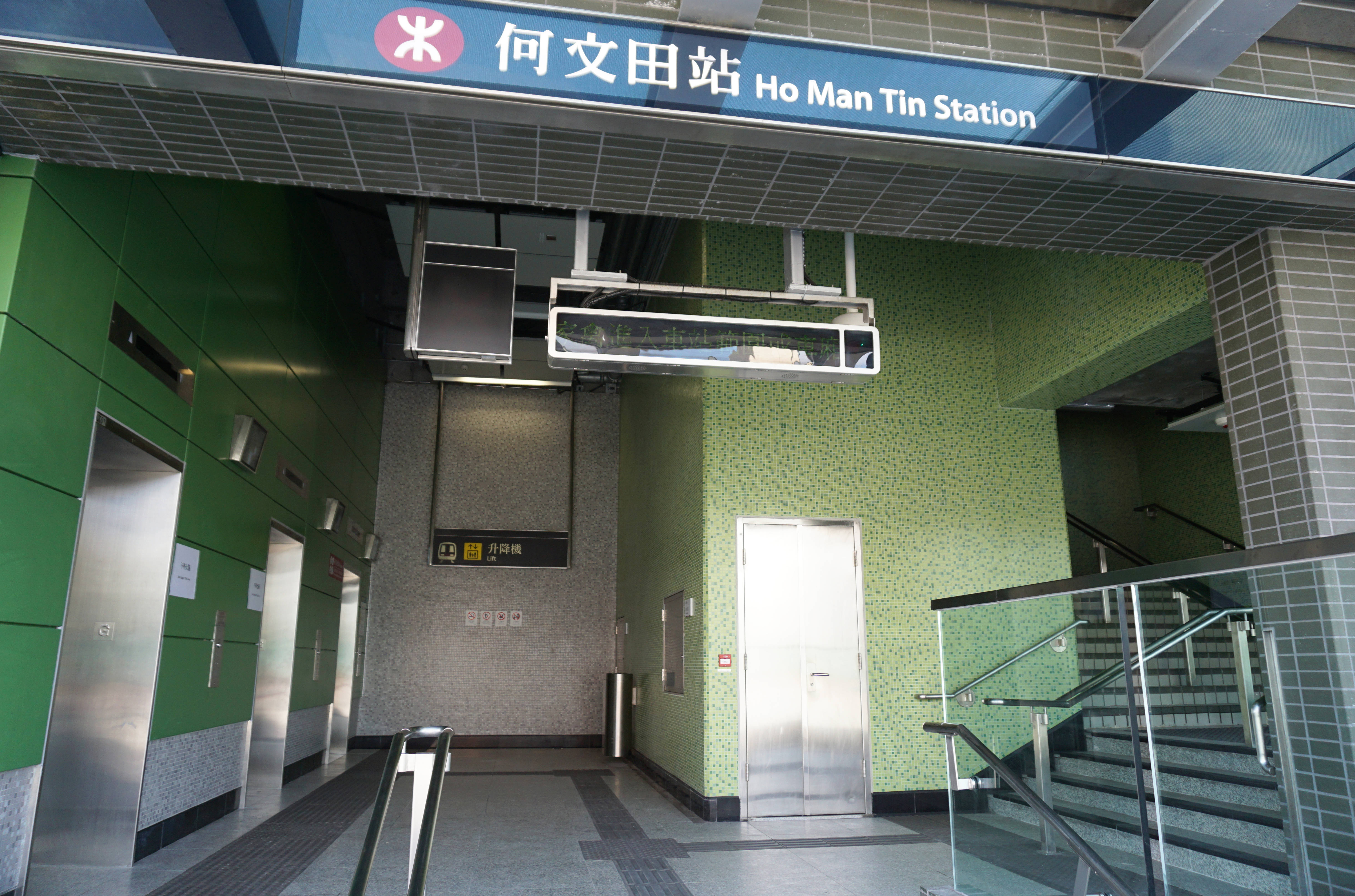
A3忠孝街出入口
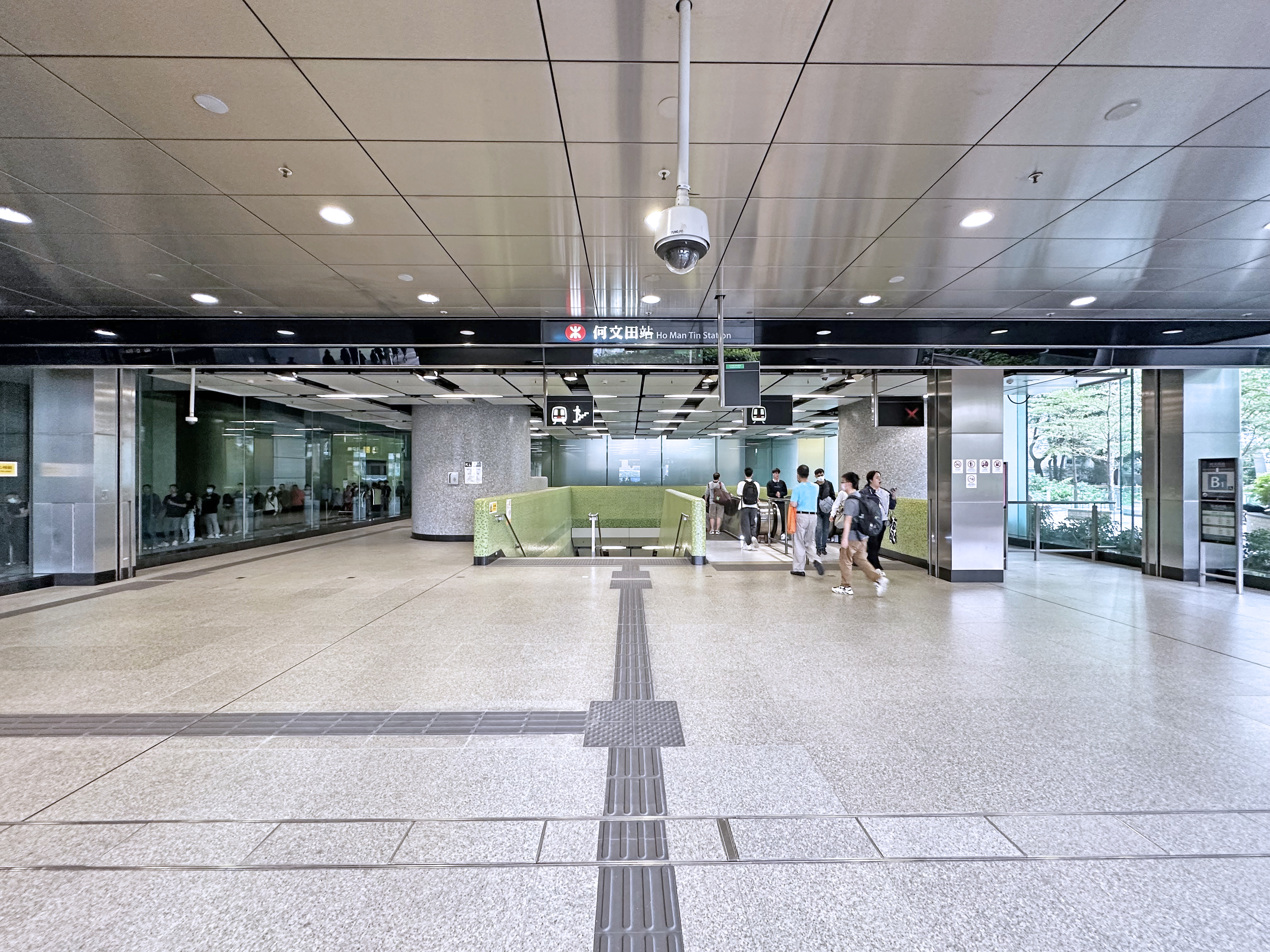
B1出入口
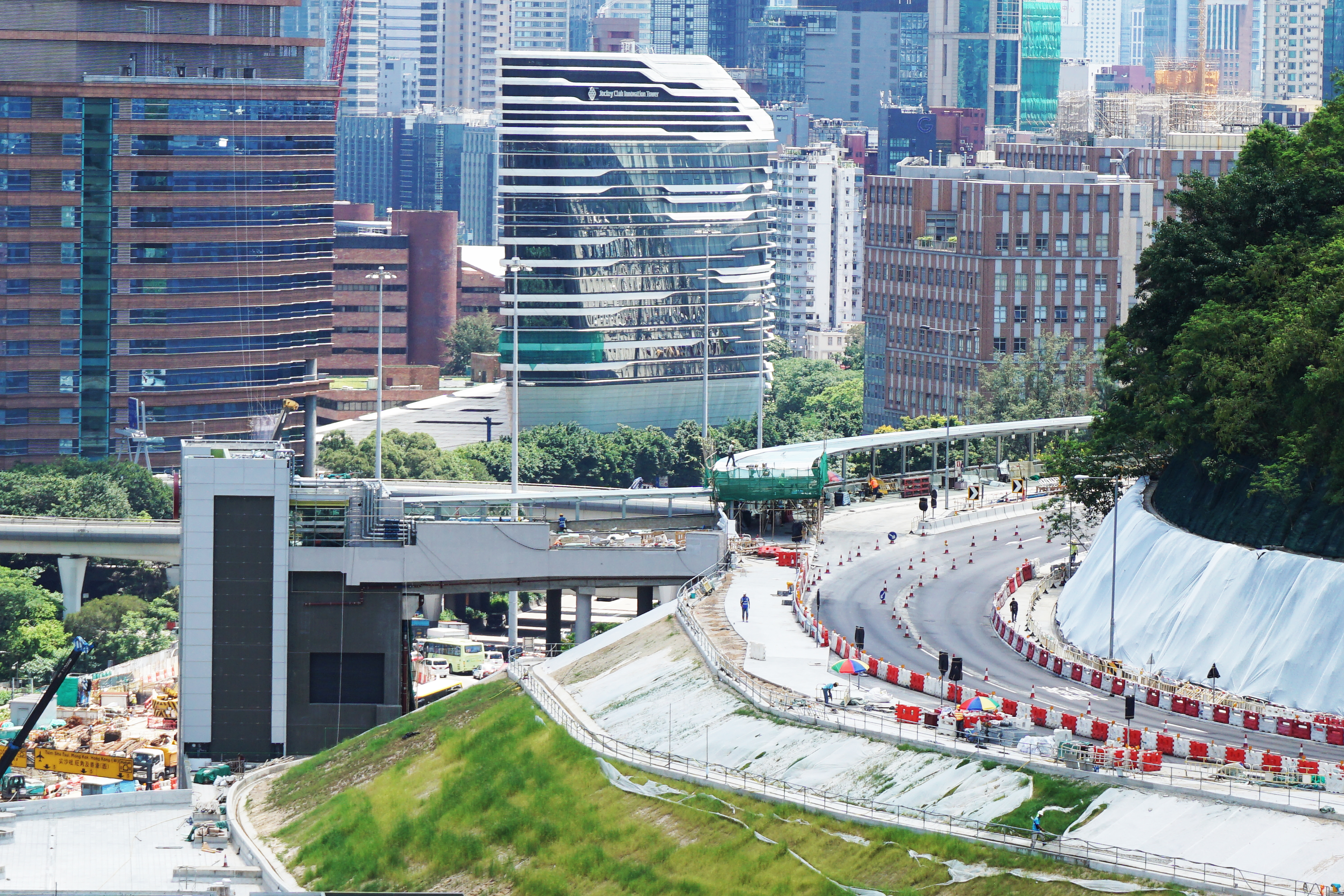
B2忠孝街出入口の俯瞰
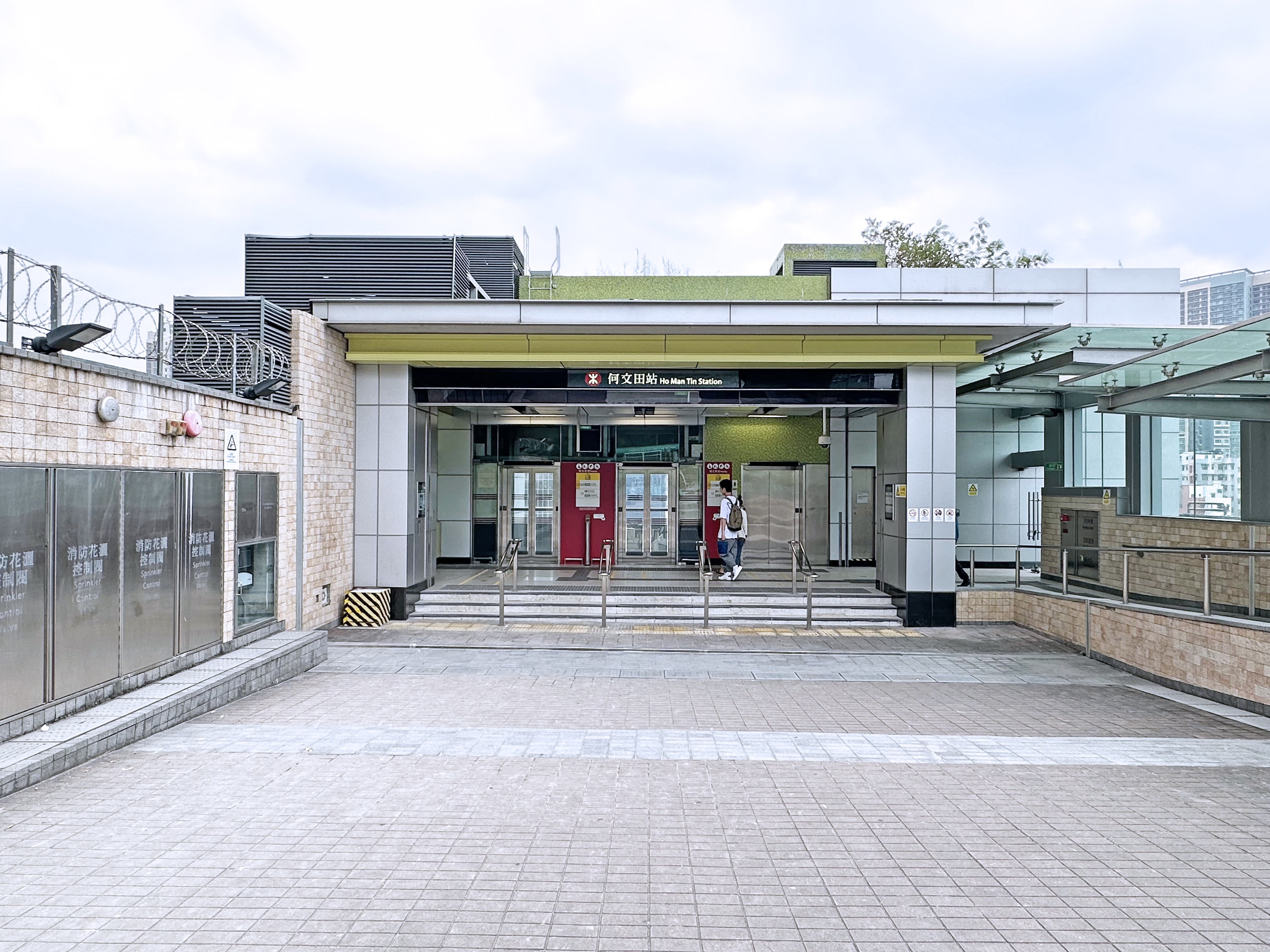
B2忠孝街出入口
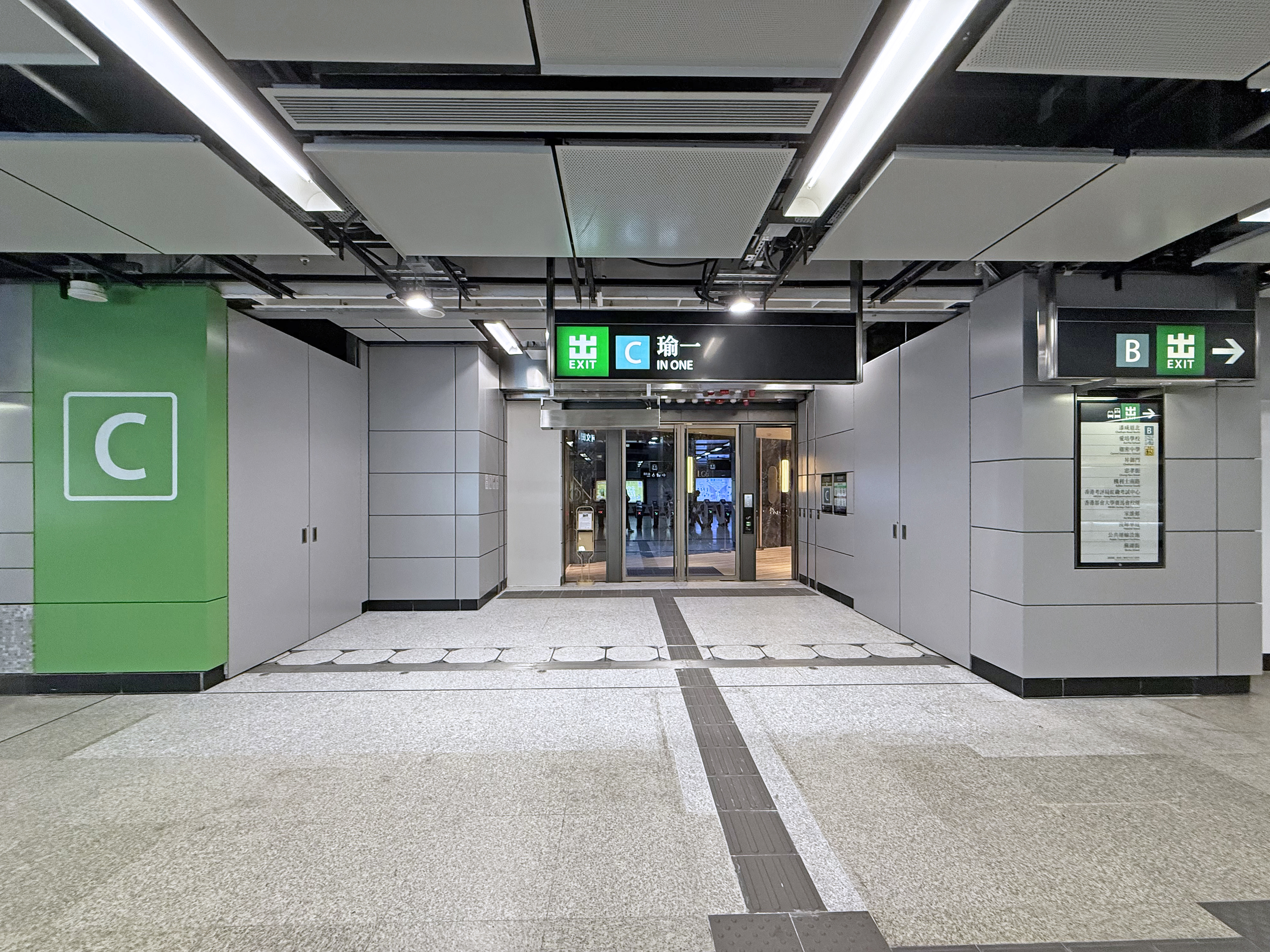
C瑜一出入口（住宅大堂往返車駅）

## 駅周辺
| - 仁風街 - 仁風街休憩花園 - 仏光街 - 香港理工大学学生宿舎 - 仏光街花園 - 何文田 - 何文田邨 - 東何文田一号休憩処（屋外休憩所） - 何文田広場 - 冠熹苑/冠暉苑/冠德苑 - 何文田体育館 - 迦密中学 - 聖公会聖三日堂中学 - 忠孝街 | - 高山道公園 - 高山劇場 - 忠義街 - 愛民邨 - 愛民広場 - 香港住宅委員会 - 香港公開大学 - 漆咸道北（チャタムロード・ノース） - 山谷道 - 蕪湖街 - 家維邨 - 忠孝街 - 京士柏上配水庫遊楽場（キングスパーク） - 公共運輸交匯処 |

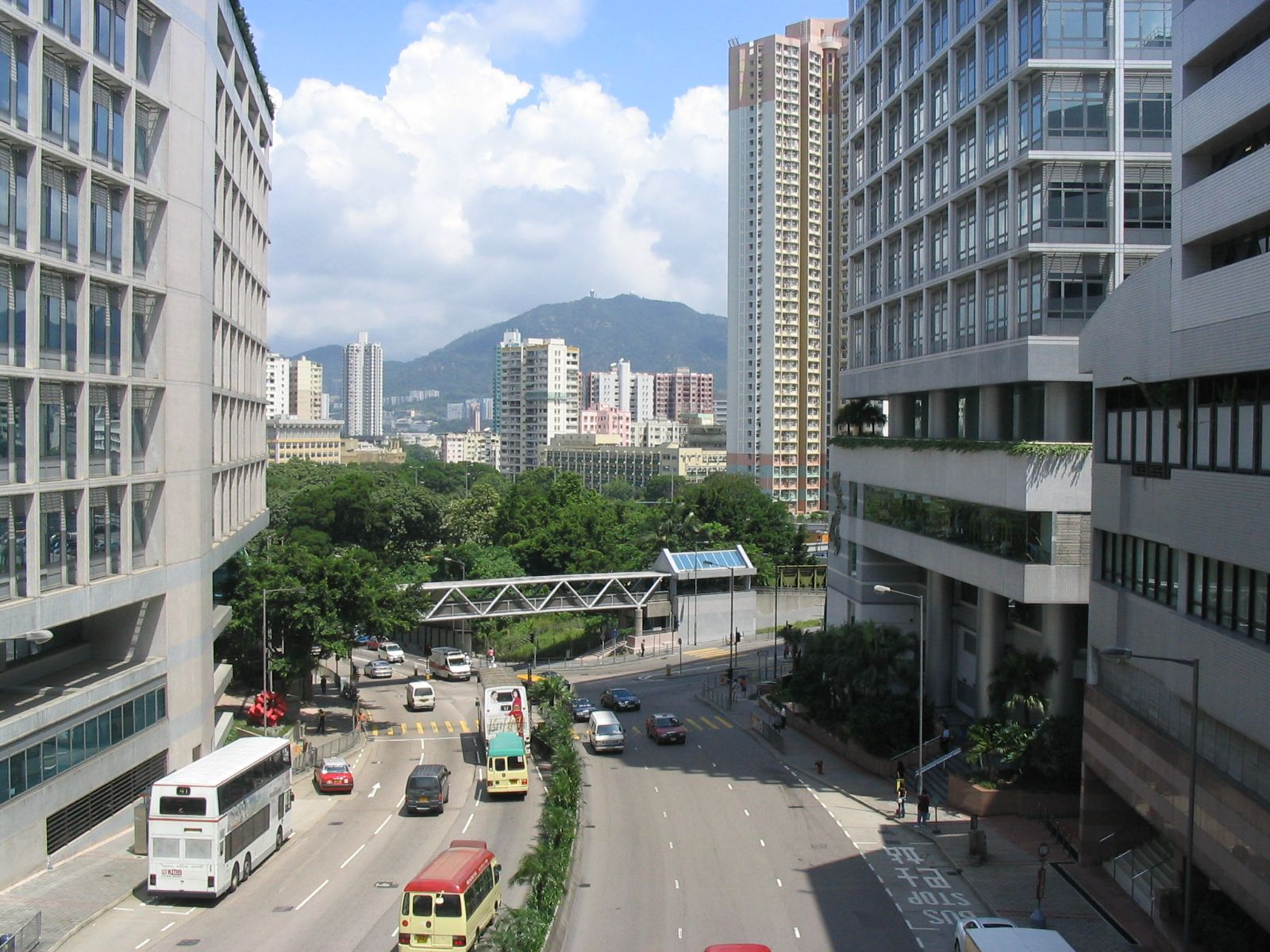
仏光街
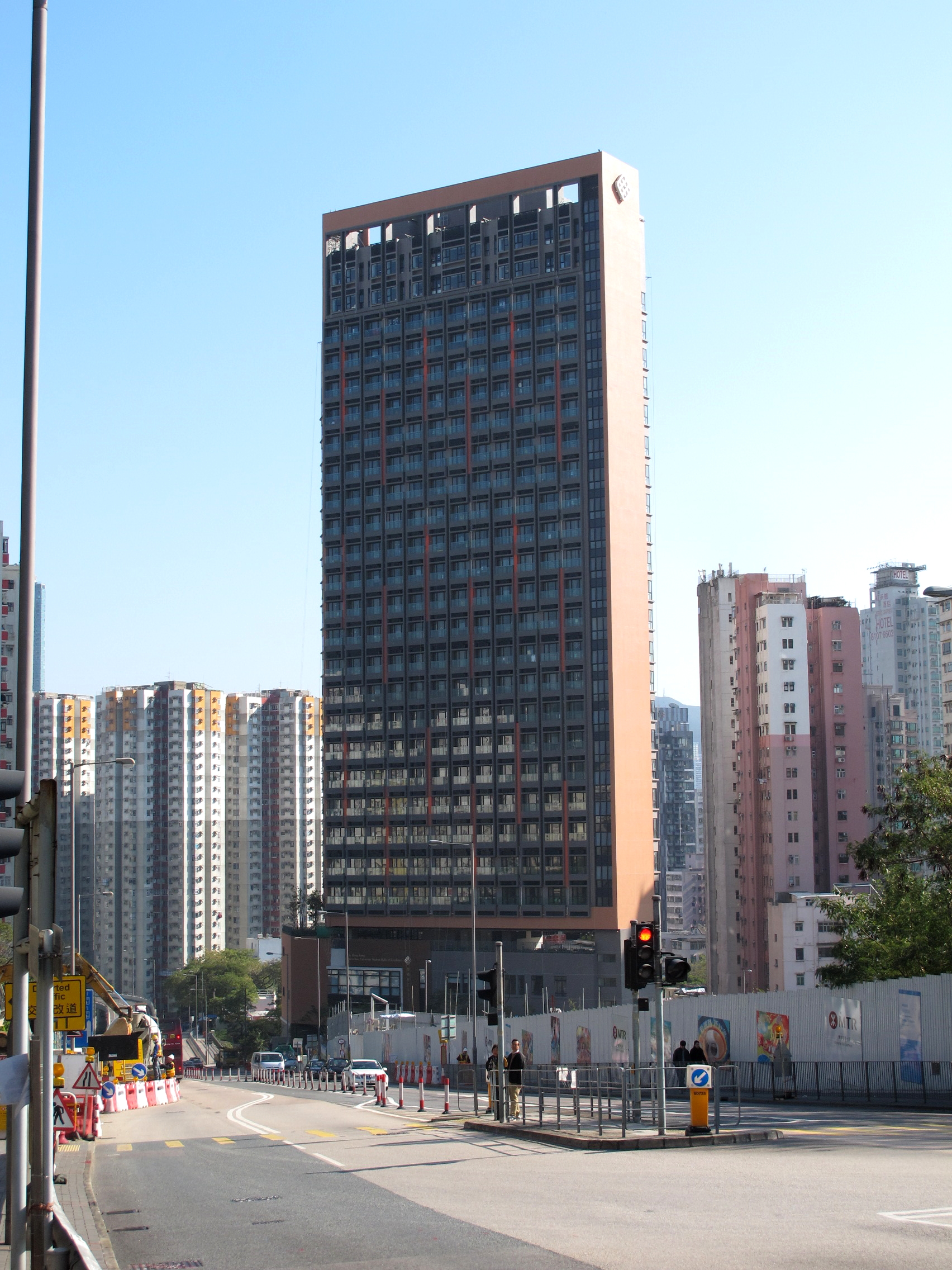
仏光街の香港理工大学第3期宿舎
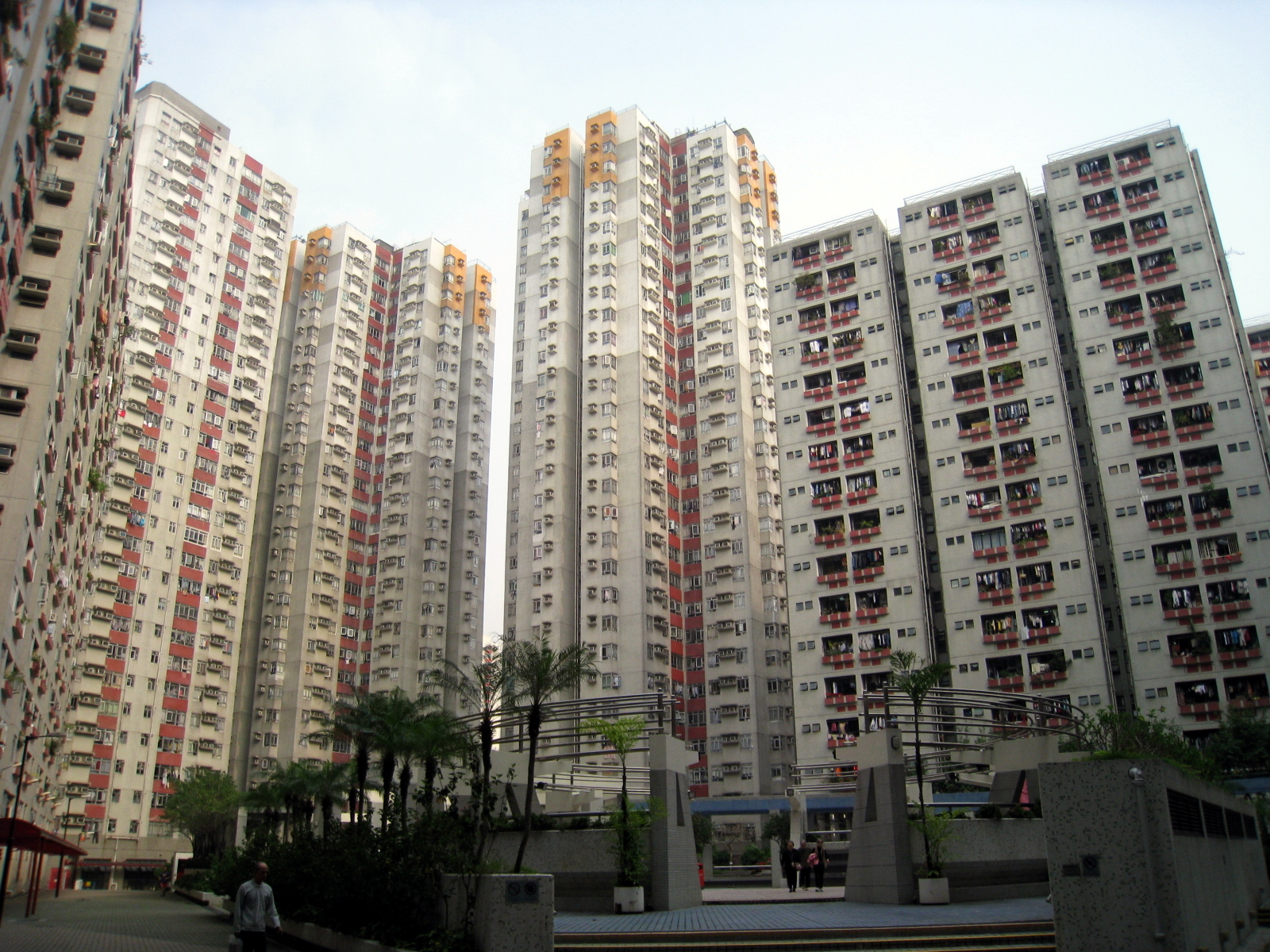
家維邨
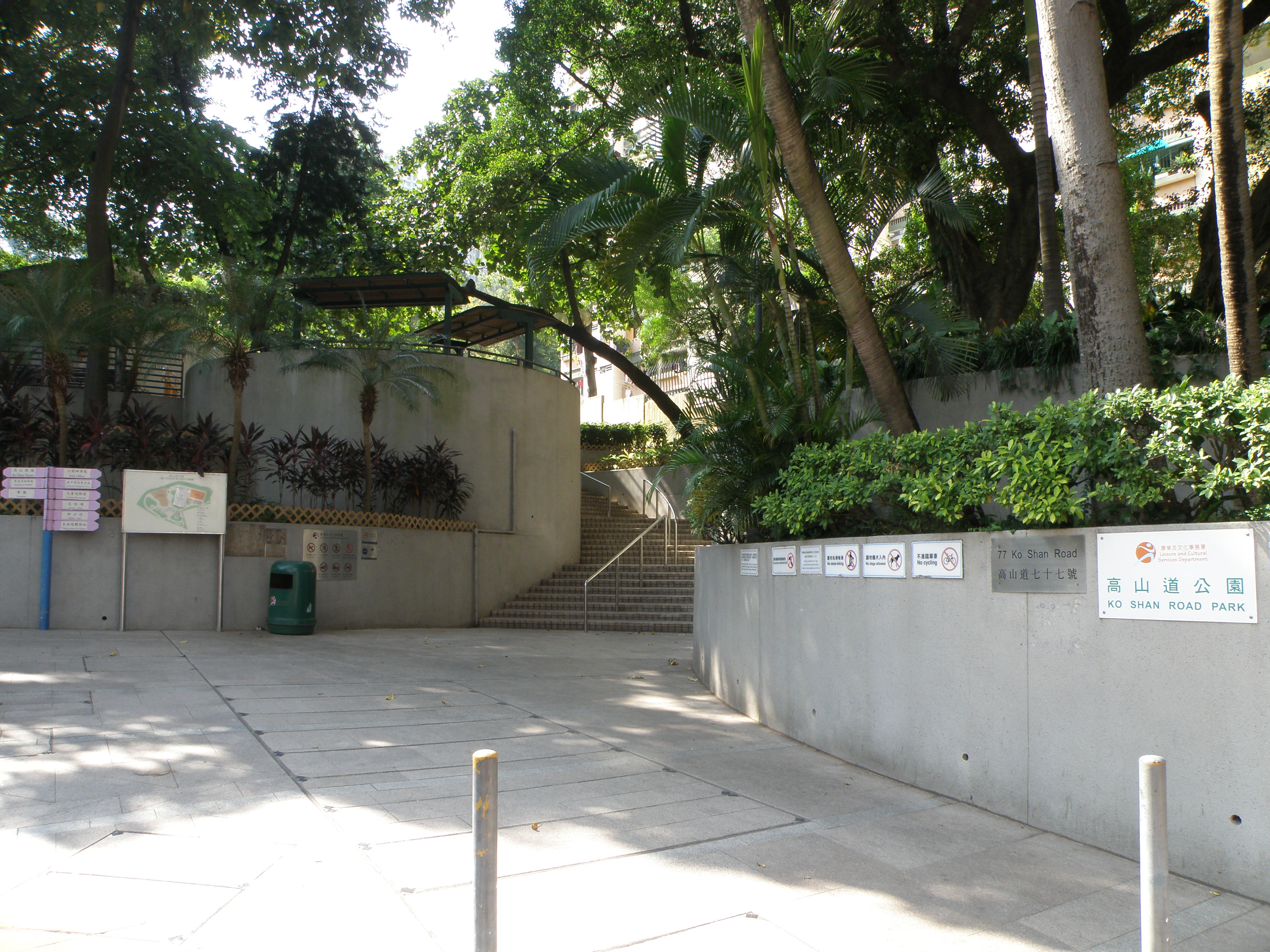
高山道公園
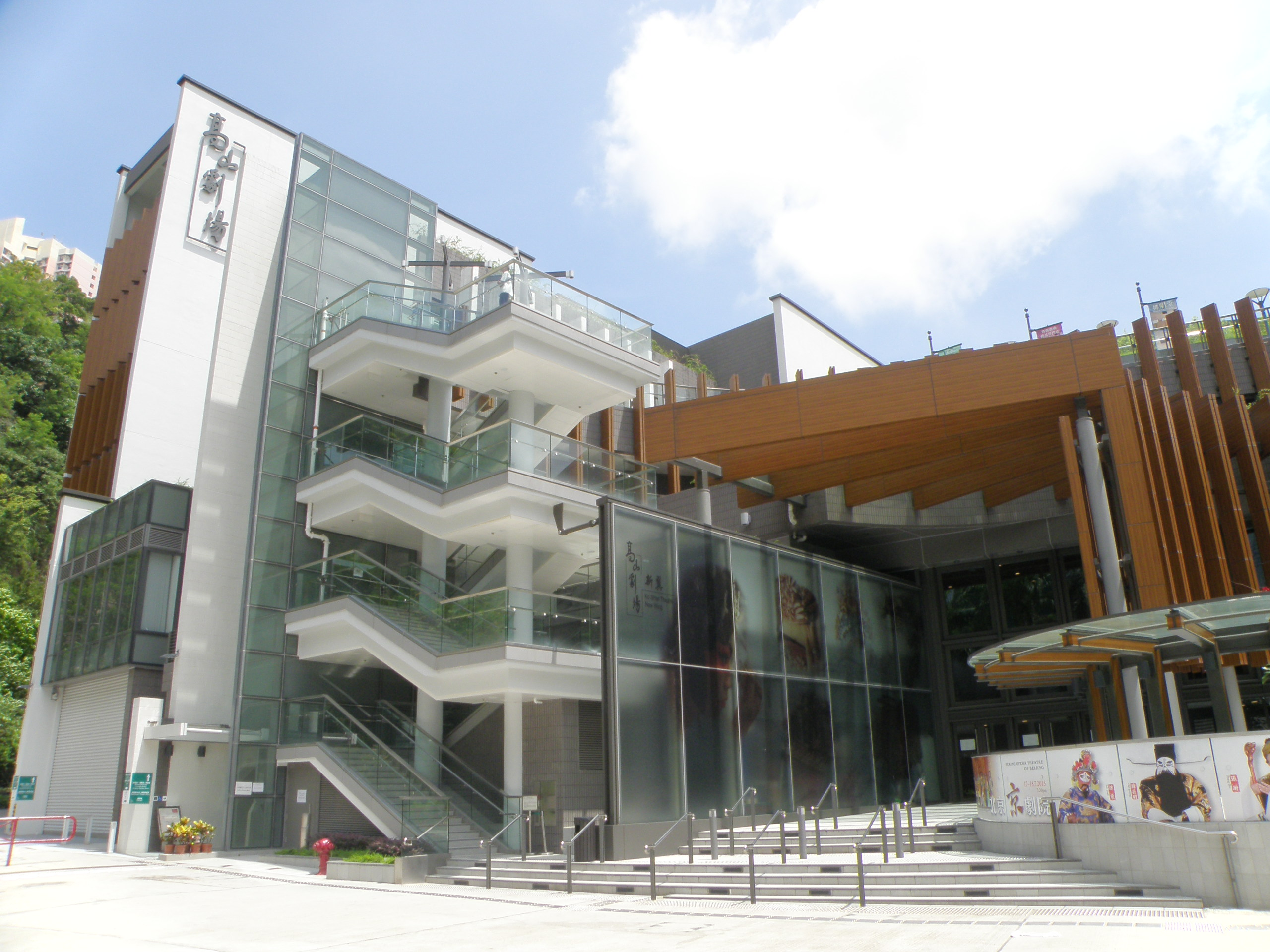
高山劇場新翼
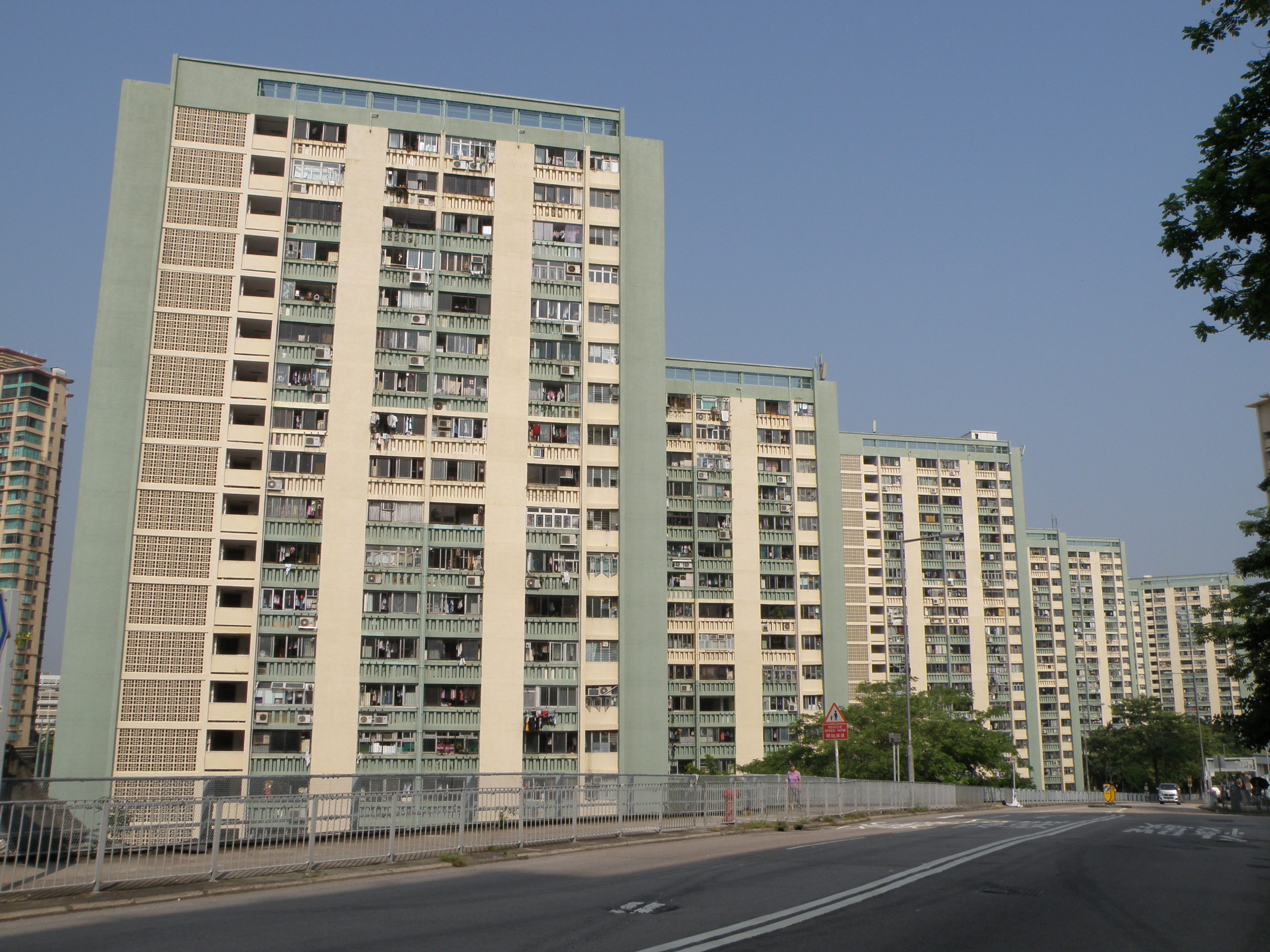
愛民邨
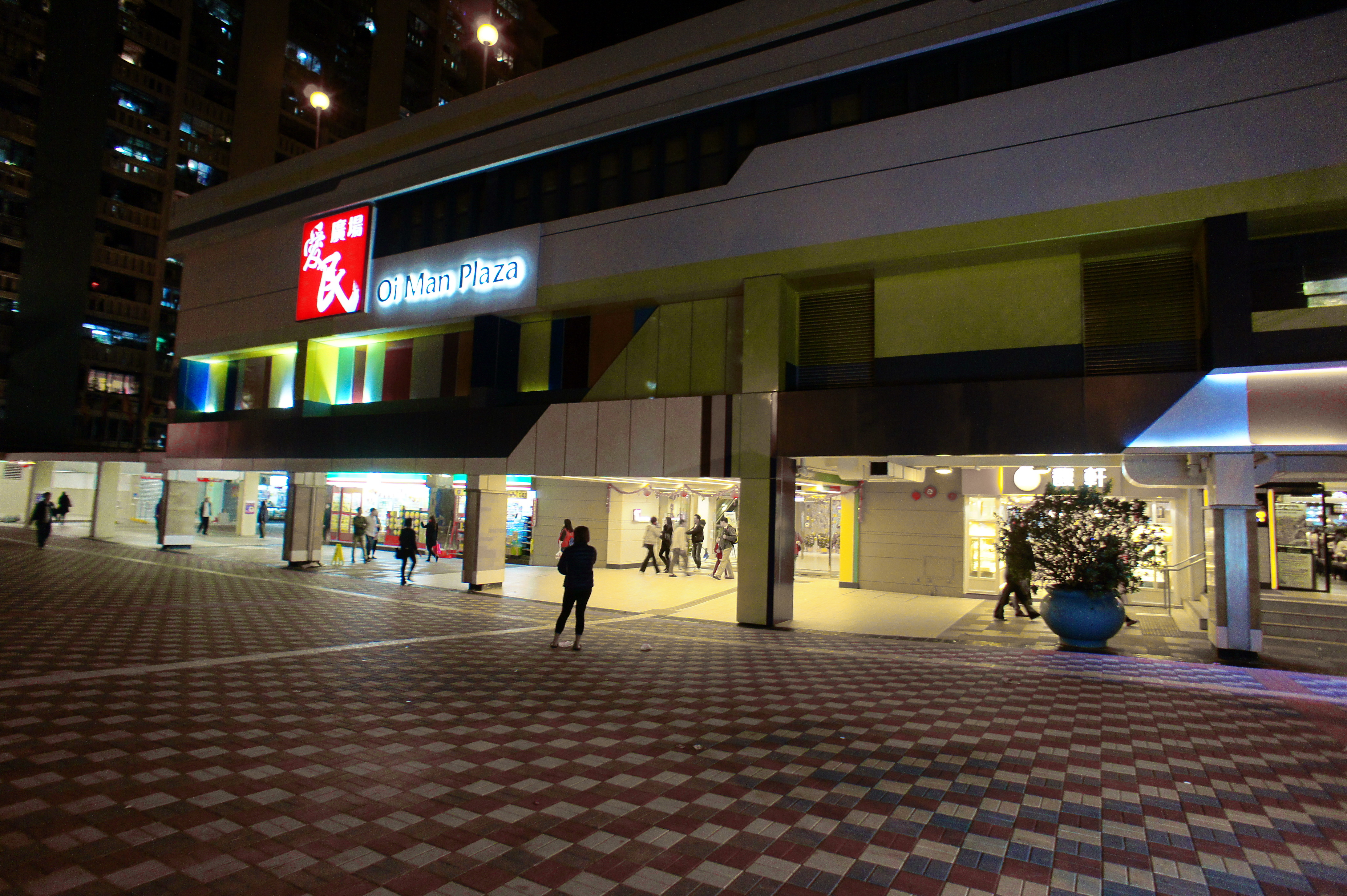
愛民広場
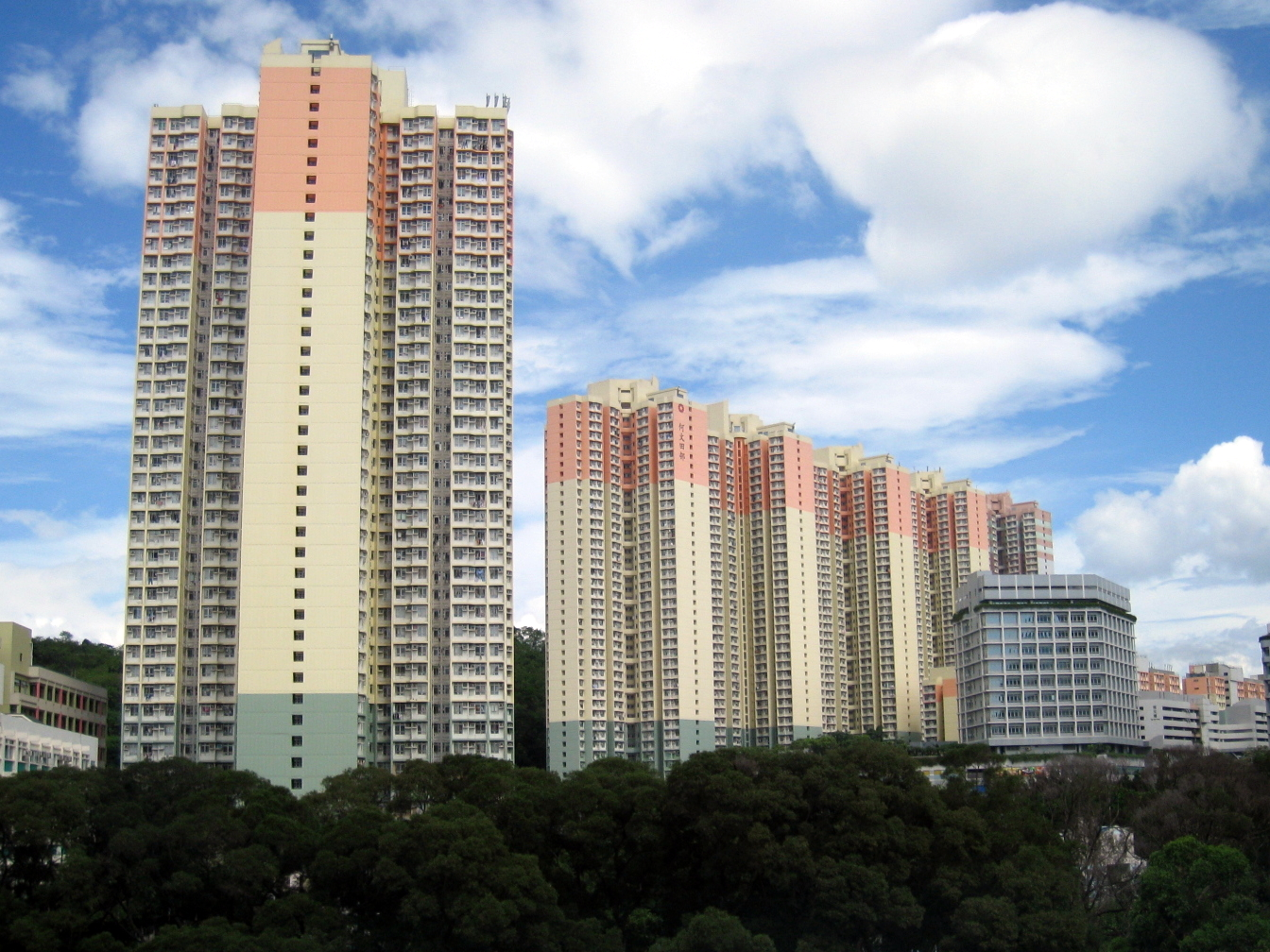
何文田邨
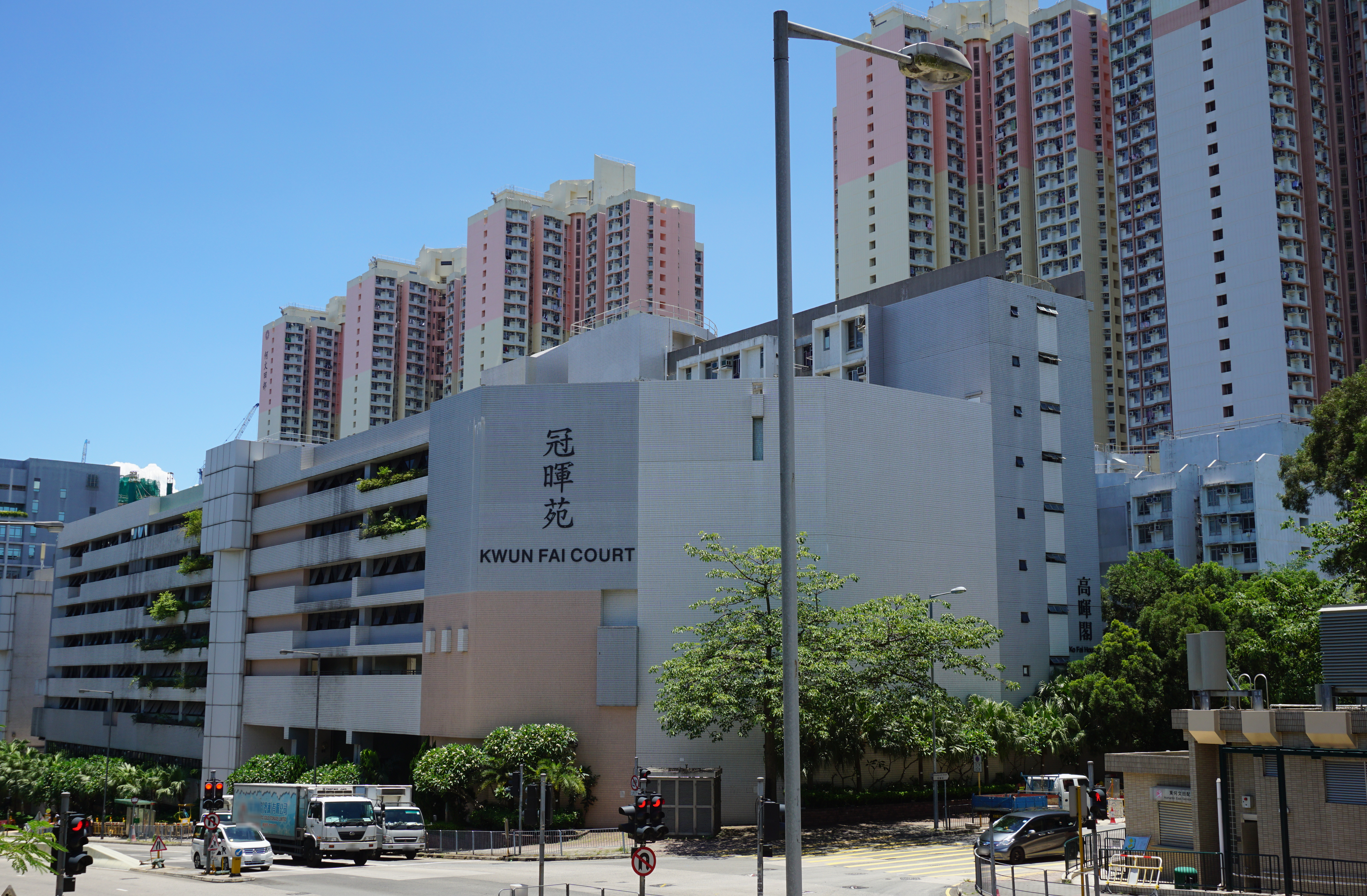
何文田冠暉苑
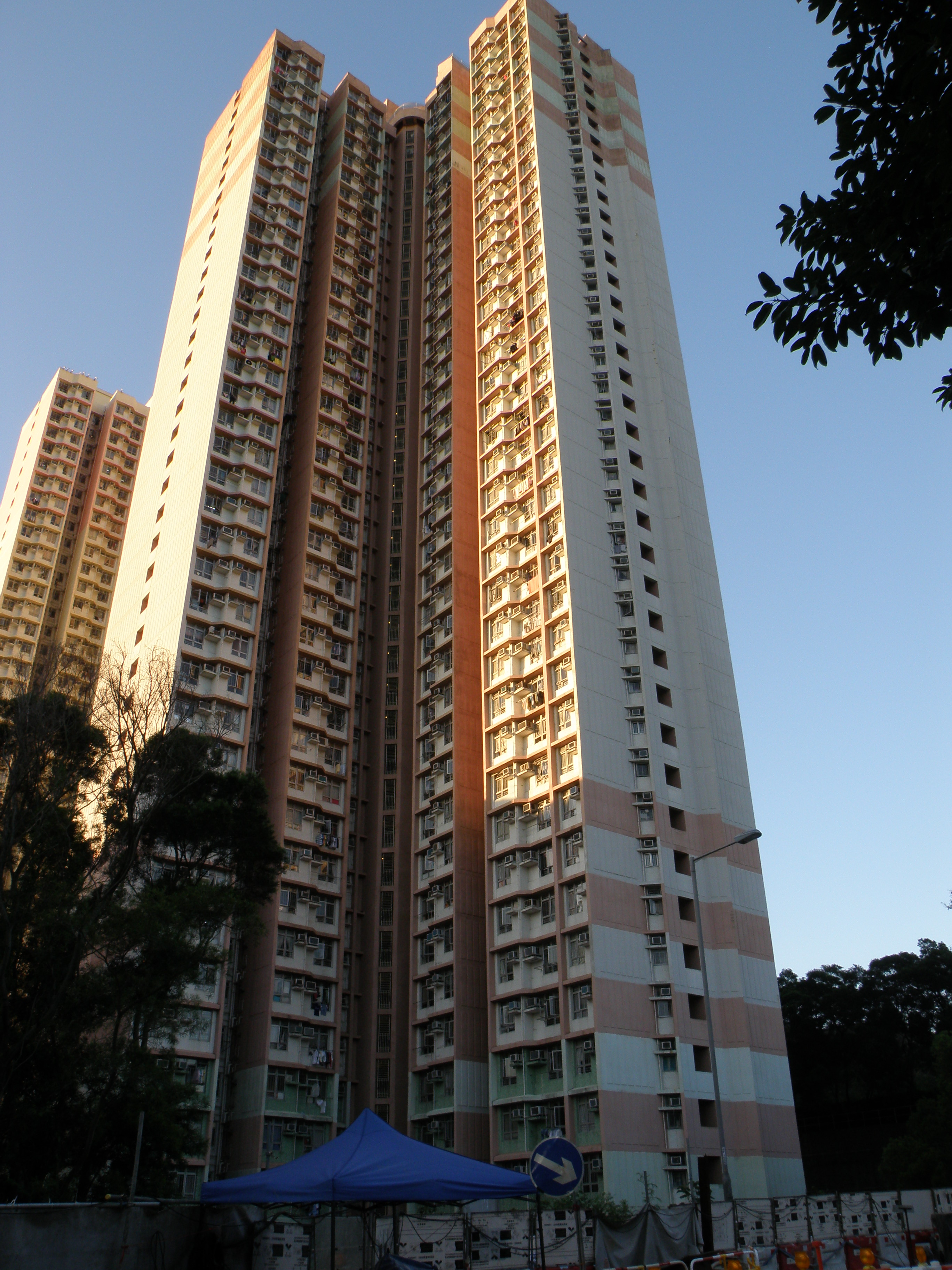
何文田冠熹苑
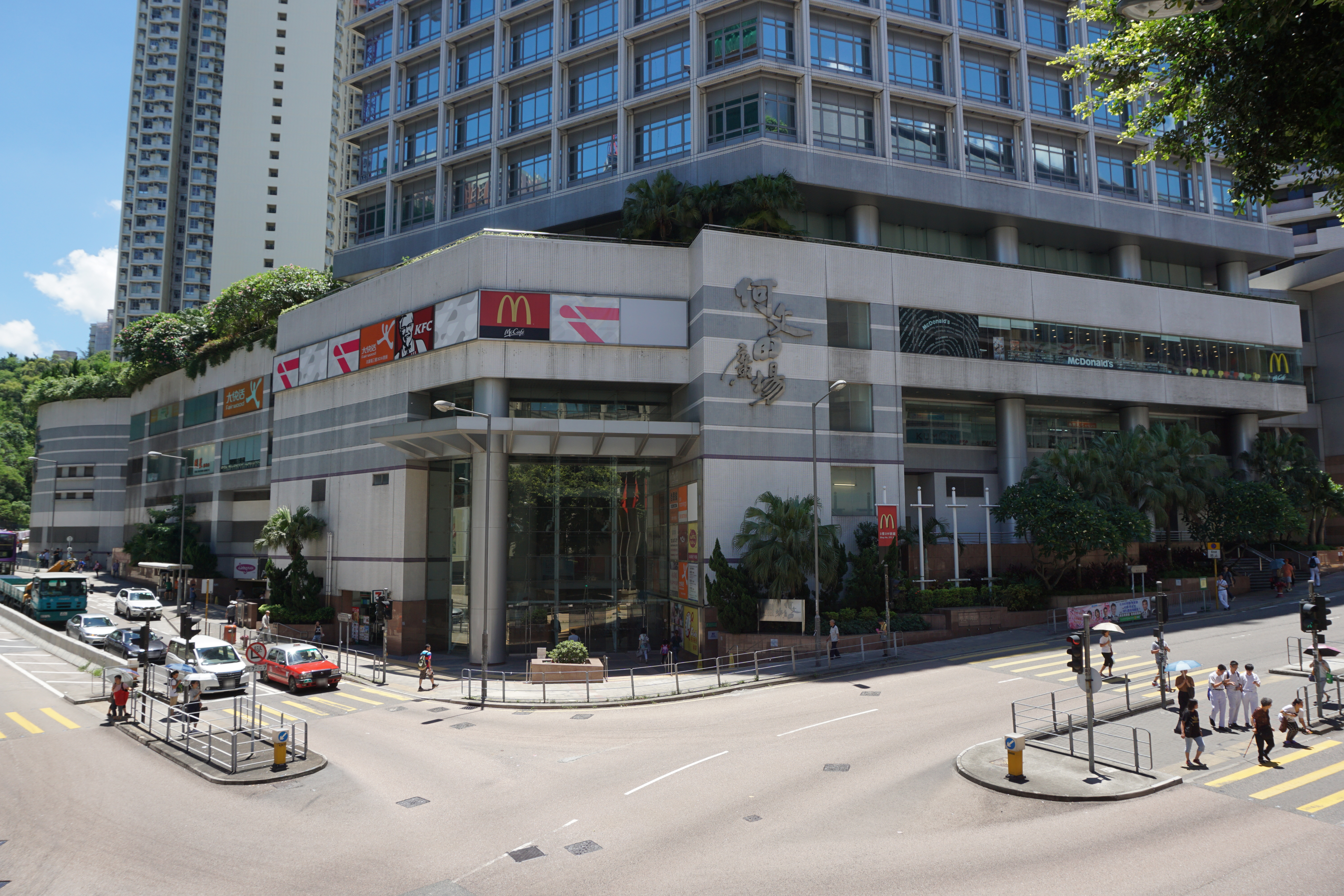
何文田広場
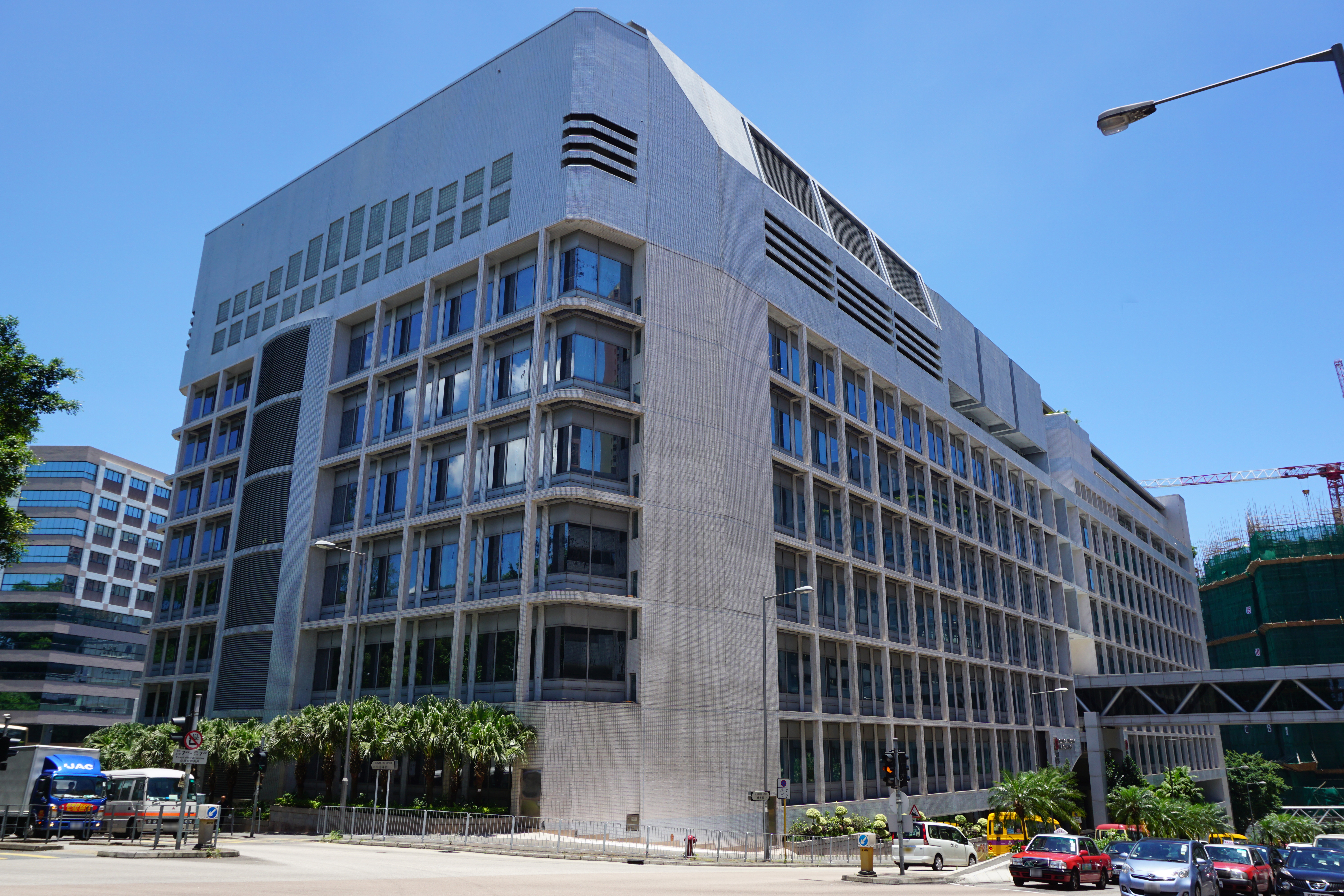
香港住宅委員会本部
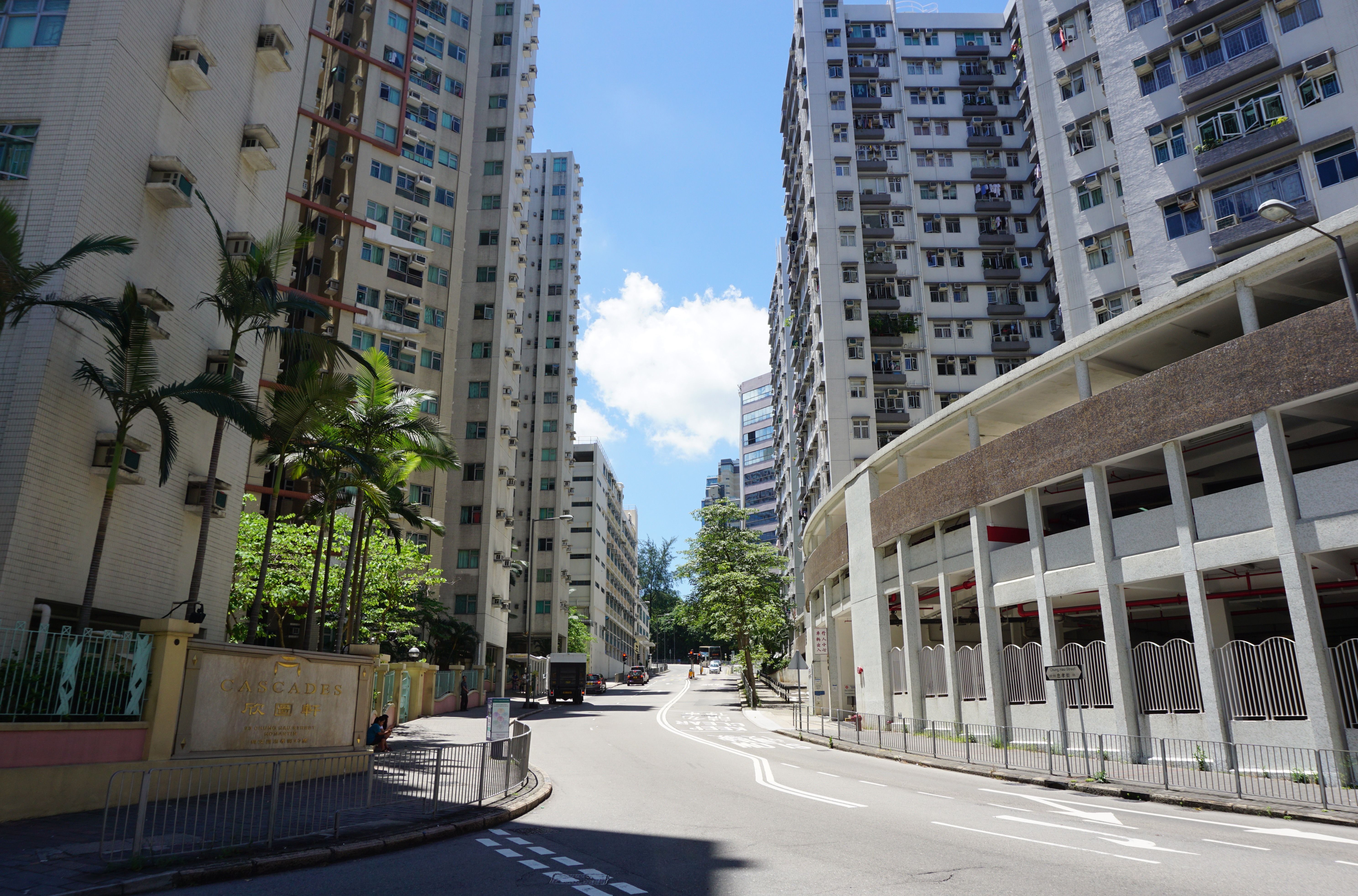
忠孝街
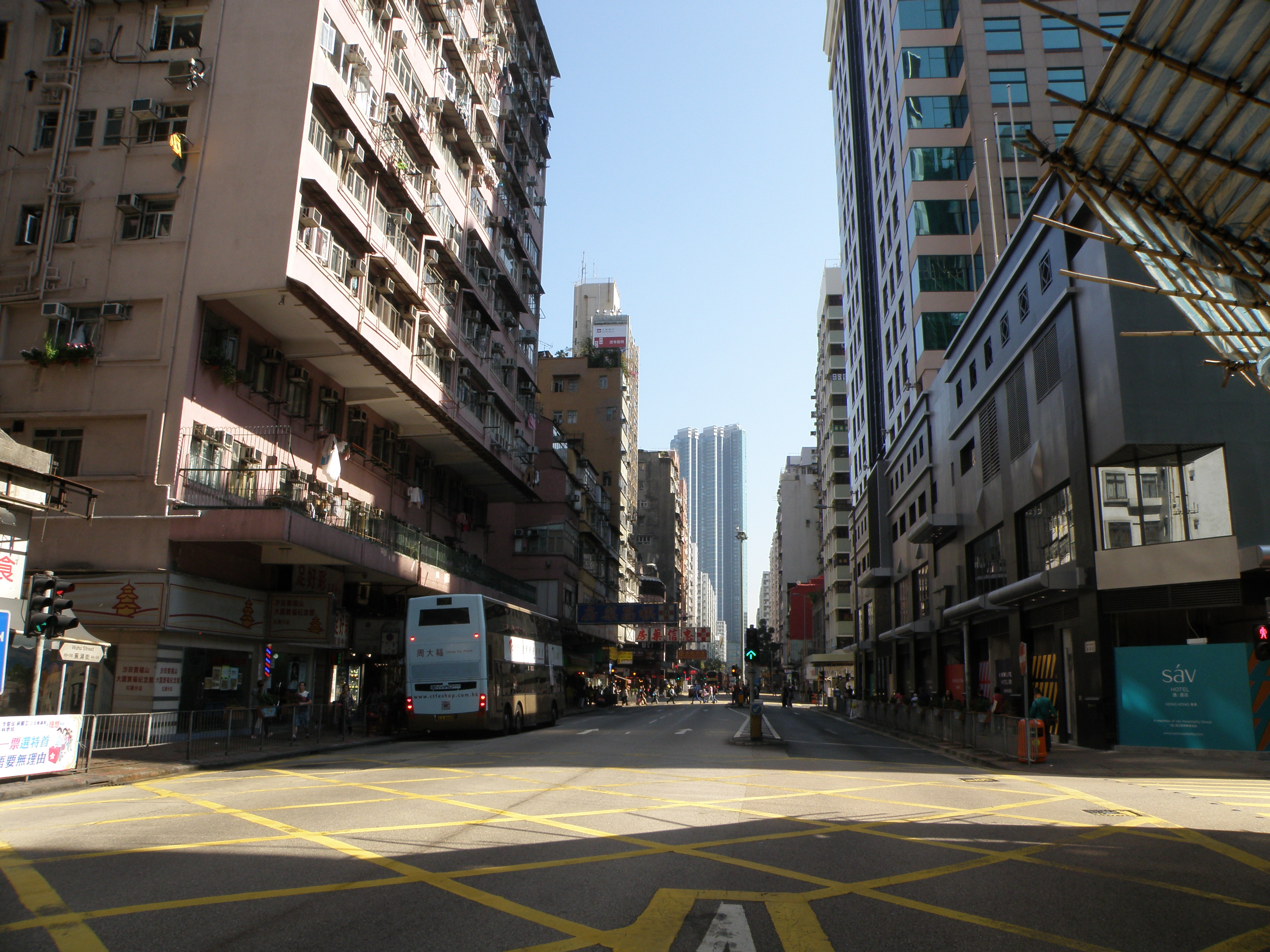
蕪湖街
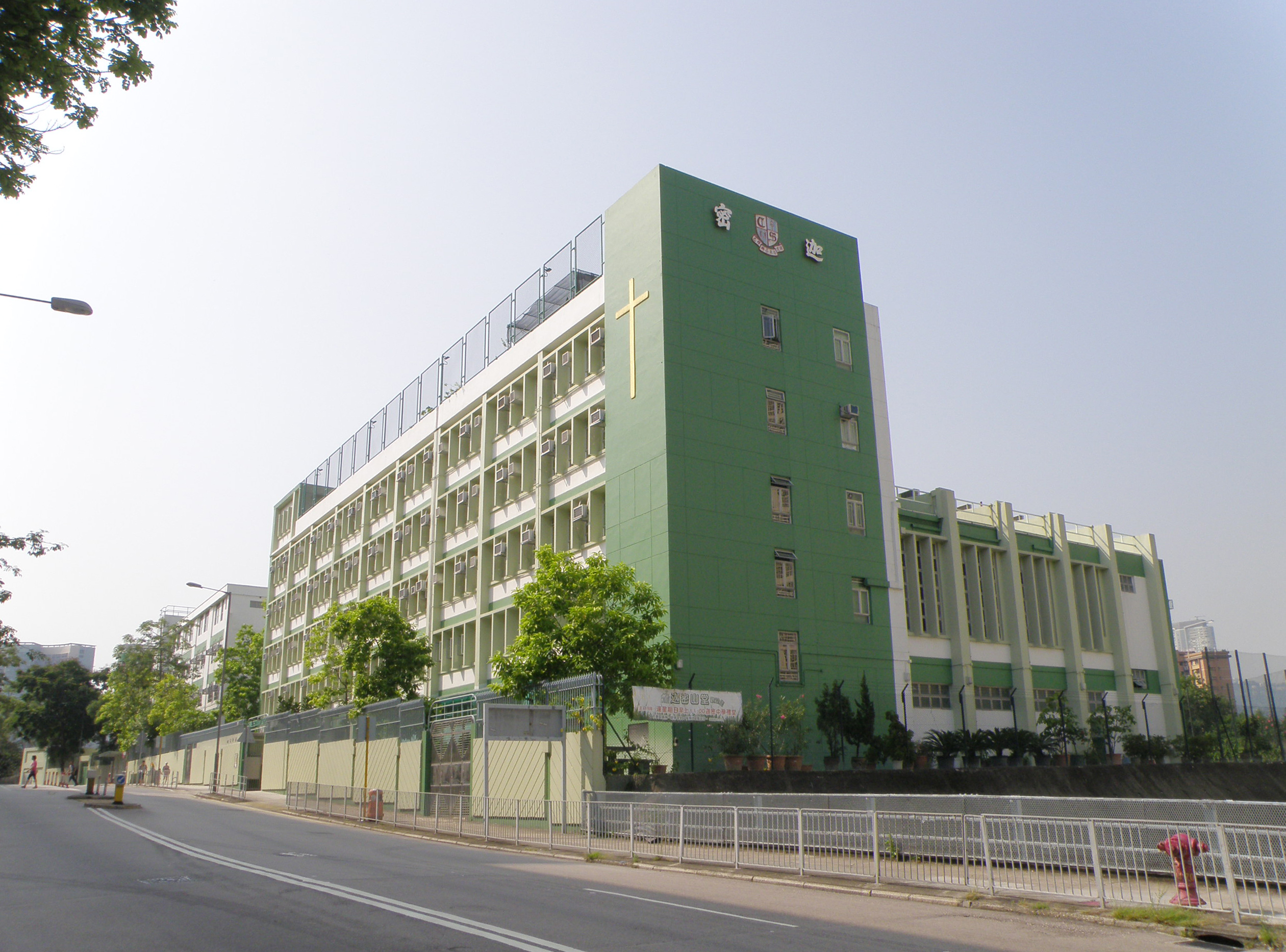
迦密中学
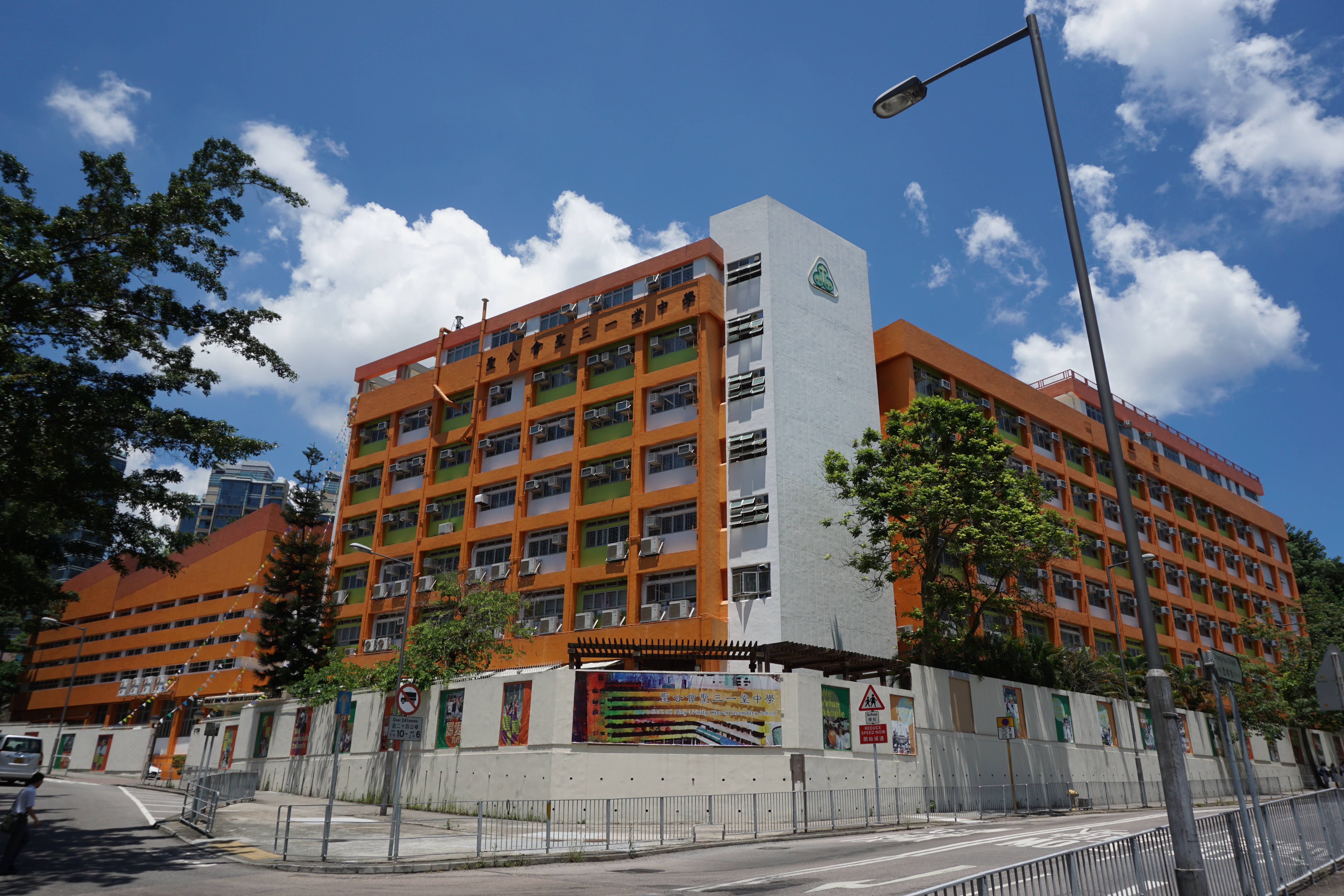
聖公会聖三一中学
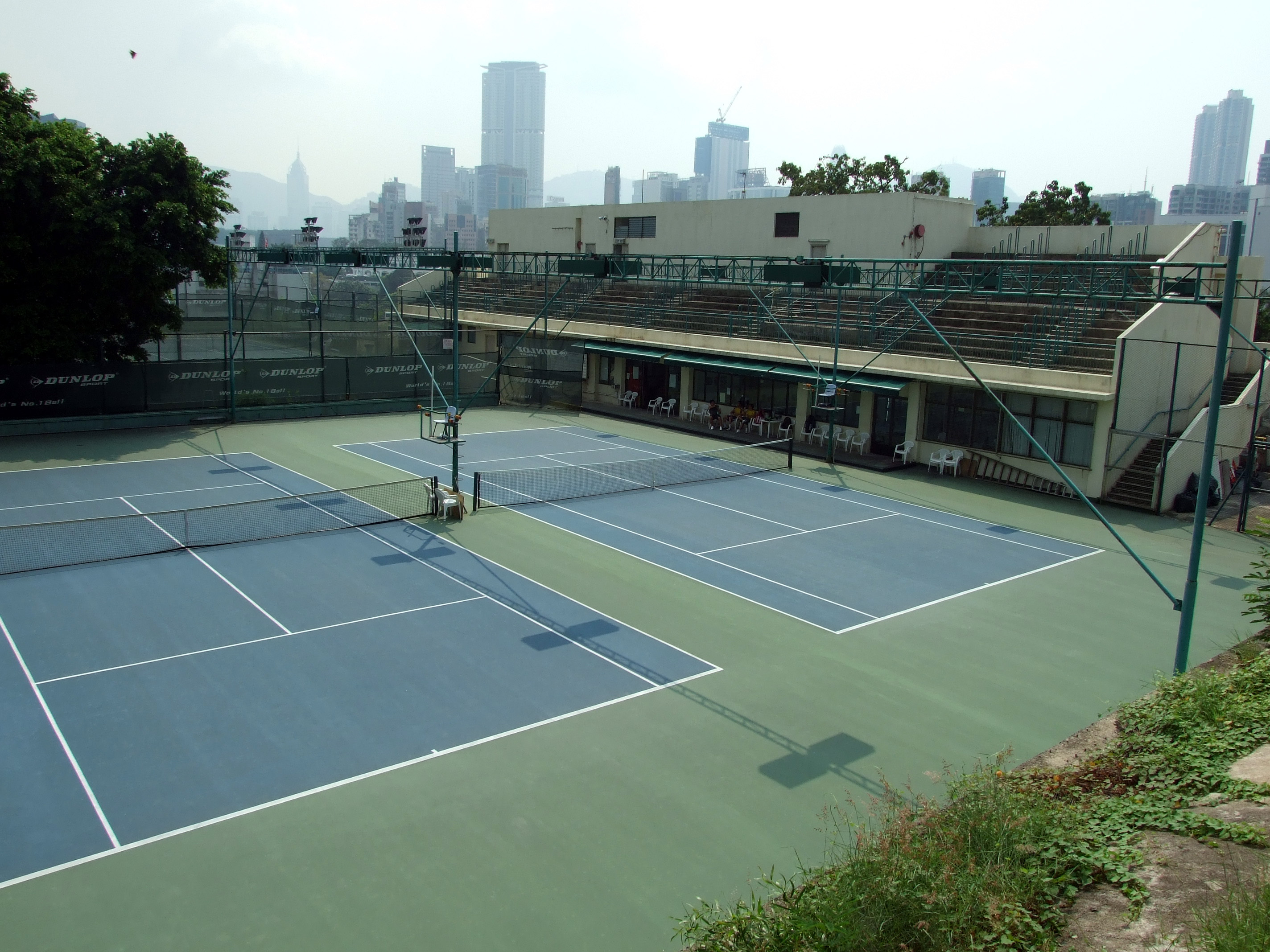
京士柏のテニスコート

## 隣の駅
香港鉄路 (MTR)
■観塘線(観塘線延線)
黄埔駅 - 何文田駅 - 油麻地駅
■屯馬線
紅磡駅 - 何文田駅 - 土瓜湾駅